# Gustav Mahler

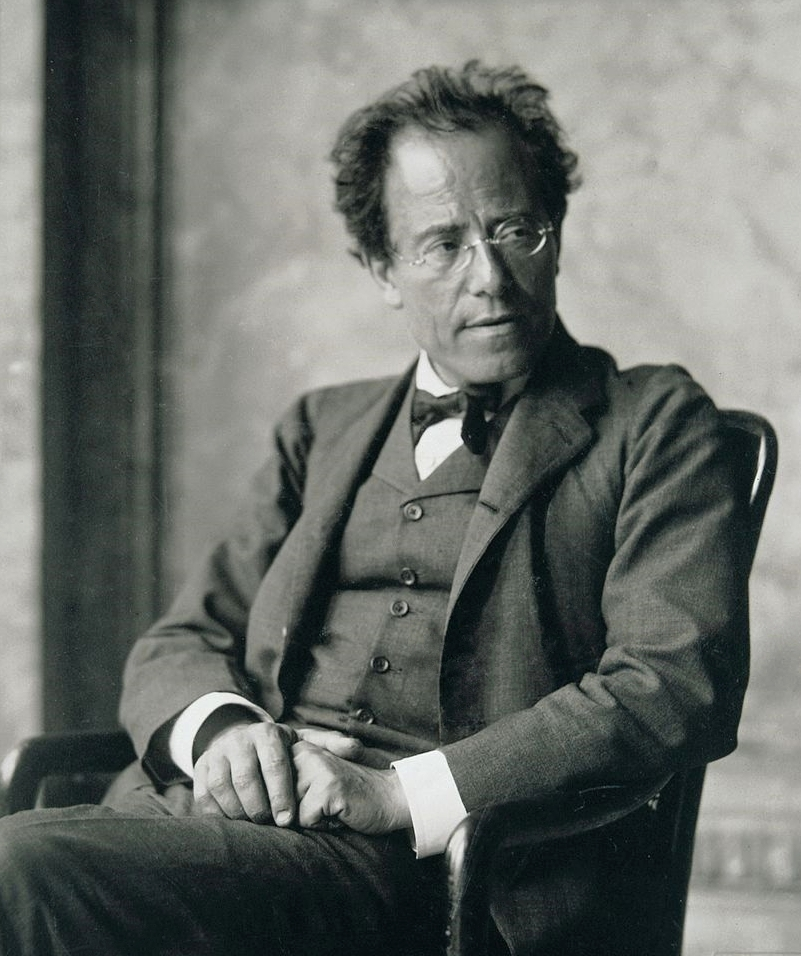
Gustav Mahler (1907)

Gustav Mahler (* 7. Juli 1860 in Kalischt, Böhmen; † 18. Mai 1911 in Wien, Österreich-Ungarn) war ein österreichischer Komponist am Übergang von der Spätromantik zur Moderne. Er war nicht nur einer der bedeutendsten Komponisten der Spätromantik, sondern auch einer der berühmtesten Dirigenten seiner Zeit. Die wichtigsten Stationen seines Wirkens waren Hamburg (1891–1897), Wien (1897–1907) und New York (1908–1911). Als Direktor der Wiener Hofoper versuchte er sich an einer Reform des Musiktheaters.

## Leben

### Kindheit und Familie

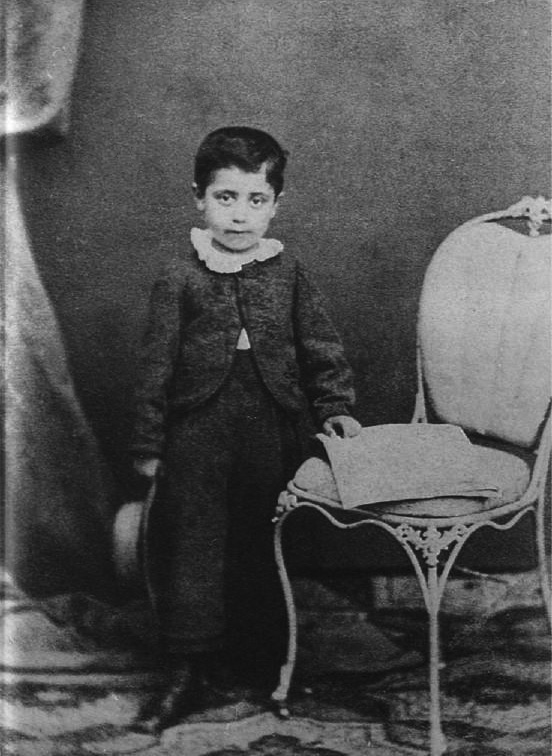
Gustav Mahler als Kind, um 1865

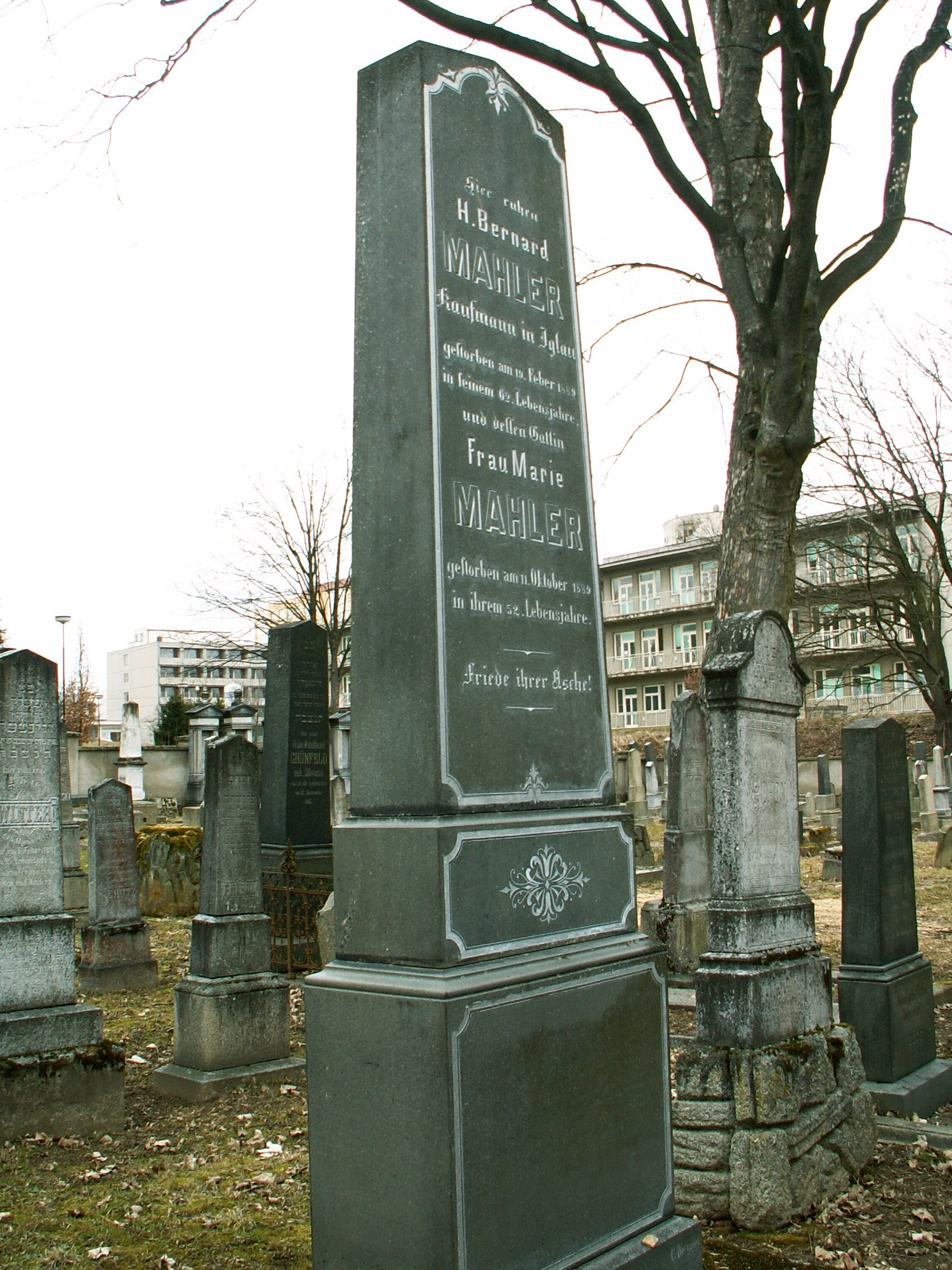
Grabstein der Eltern des Komponisten auf dem jüdischen Friedhof in Jihlava (Iglau)

Gustav Mahler entstammte einer jüdischen deutschsprachigen Familie. Sein Großvater war Šimon Mahler, Pächter und später Besitzer einer Weinbrennerei in Kalischt. Dessen Sohn Bernard Mahler (* 1827 in Lipnitz; † 1889 in Iglau) heiratete 1857 Marie Herrmann (* 1837 in Ledetsch; † 1889 in Iglau), sie stammte aus der Familie eines Seifenfabrikanten. Nach der Heirat erwarben die Eltern Gustav Mahlers zu der Weinbrennerei einen Gasthof in Kalischt, das spätere Geburtshaus Gustav Mahlers.
1860 verkauften Mahlers Eltern ihren Gasthof und das Geschäft in Kalischt und zogen in die mährische Stadt Iglau, die das Zentrum der deutschsprachigen Iglauer Sprachinsel war. Dort verbrachte Mahler den überwiegenden Teil seiner Jugend. Er musste mit ansehen, wie der Vater die Mutter schlug.
Von den vierzehn Kindern starben sechs früh. Gustav war der Zweitgeborene; sein Bruder Isidor war bei Gustavs Geburt jedoch schon gestorben. Der überraschende Tod seines zwei Jahre jüngeren Bruders Ernst im Jahr 1875 löste in dem 15-jährigen Gustav Mahler ein dauerhaftes Trauma aus.
Beide Eltern starben im Jahr 1889, als Mahler noch keine dreißig Jahre alt war. Danach fühlte er sich verpflichtet, für seine jüngeren Geschwister zu sorgen. Er half seinen Brüdern, bis sie selbstständig waren. Einer von ihnen wanderte nach Amerika aus. Mahler nahm seine Schwester Justine zu sich, die ihm bis zu ihrer Heirat viele Jahre den Haushalt führte. Justine (1868–1938) und Mahlers jüngste Schwester Emma (1875–1933) heirateten die Brüder Arnold bzw. Eduard Rosé, die Musiker im Philharmonischen Orchester von Wien waren.

### Ausbildung
Als Gustav Mahler fünf Jahre alt war, begann seine musikalische Ausbildung auf dem Klavier. In Iglau (Jihlava) wurde er von insgesamt sieben Musikern der Stadtkapelle und des örtlichen Theaters unterrichtet. Mit sechs Jahren komponierte er erste Stücke, die jedoch nicht erhalten sind. Er besuchte die Grundschule, später das Gymnasium. Er las sehr viel, hörte Volks- und Tanzmusik bei entsprechenden festlichen Gelegenheiten, die Militärmusik der in Iglau stationierten Soldaten und in der Synagoge auch jüdische Musik. Alle diese Elemente sind in seinen Werken immer wieder zu finden.
Mit zehn Jahren trat er zum ersten Mal als Pianist auf, und mit zwölf Jahren gab er Konzerte mit technisch sehr anspruchsvollen Stücken von Franz Liszt und Sigismund Thalberg.
Mit fünfzehn Jahren ging er auf Empfehlung eines Freundes der Familie nach Wien ans Konservatorium und studierte bei Julius Epstein (Klavier) und Franz Krenn (Komposition). In beiden Fächern gewann er im nächsten Jahr den ersten Preis. Mitstudenten waren unter anderen Hans Rott, Hugo Wolf und Mathilde Kralik von Meyrswalden. Den Schulstoff lernte er als Externer selbstständig weiter. 1877 stellte er sich der Abschlussprüfung am Gymnasium in Iglau. Beim ersten Versuch fiel er durch; beim zweiten Mal schaffte er es. Im Dezember hörte er die Uraufführung von Anton Bruckners 3. Sinfonie und wurde beauftragt, einen vierhändigen Klavierauszug dafür herzustellen. 1878 schrieb er den Text für Das klagende Lied nach einem Märchen in der Bechstein-Sammlung, beendete das Kompositionsstudium mit dem Diplom und gewann mit einem Klavierquintett, das verschollen ist, den ersten Preis. In den Konservatoriumsjahren arbeitete er an zwei Opern, die unvollendet blieben: Die Argonauten nach einem Drama von Franz Grillparzer und Rübezahl. An der Universität studierte er einige Semester lang Archäologie, Geschichte, bei Eduard Hanslick Musikgeschichte und hörte Vorlesungen bei Bruckner.
Während dieser Studienjahre in Wien gehörte Mahler mit Siegfried Lipiner und anderen zu dem philosophischen und literarischen Freundeskreis um Engelbert Pernerstorfer, woraus Lebensfreundschaften entstanden und wodurch er vielfältige geistige Anregungen bekam. Für einige Jahre wurde er so auch zum strengen Vegetarier. Friedrich Eckstein schrieb in seiner Autobiografie:

„Einer von ihnen war eher klein von Gestalt; schon in der sonderbar wippenden Art seines Ganges machte sich eine ungewöhnliche Reizbarkeit bemerkbar, sein geistig gespanntes, überaus bewegtes und schmales Gesicht war von einem braunen Vollbart umrahmt, sein Sprechen sehr pointiert und von stark österreichischer Klangfarbe. Er trug immer einen Pack Bücher oder Noten unter dem Arm und die Unterhaltung mit ihm ging zumeist stoßweise vor sich. Sein Name war Gustav Mahler.“

### Wanderjahre als Dirigent
1880 wurde Gustav Mahler Kapellmeister im Sommertheater in Bad Hall und vollendete im November die Kantate Das klagende Lied.

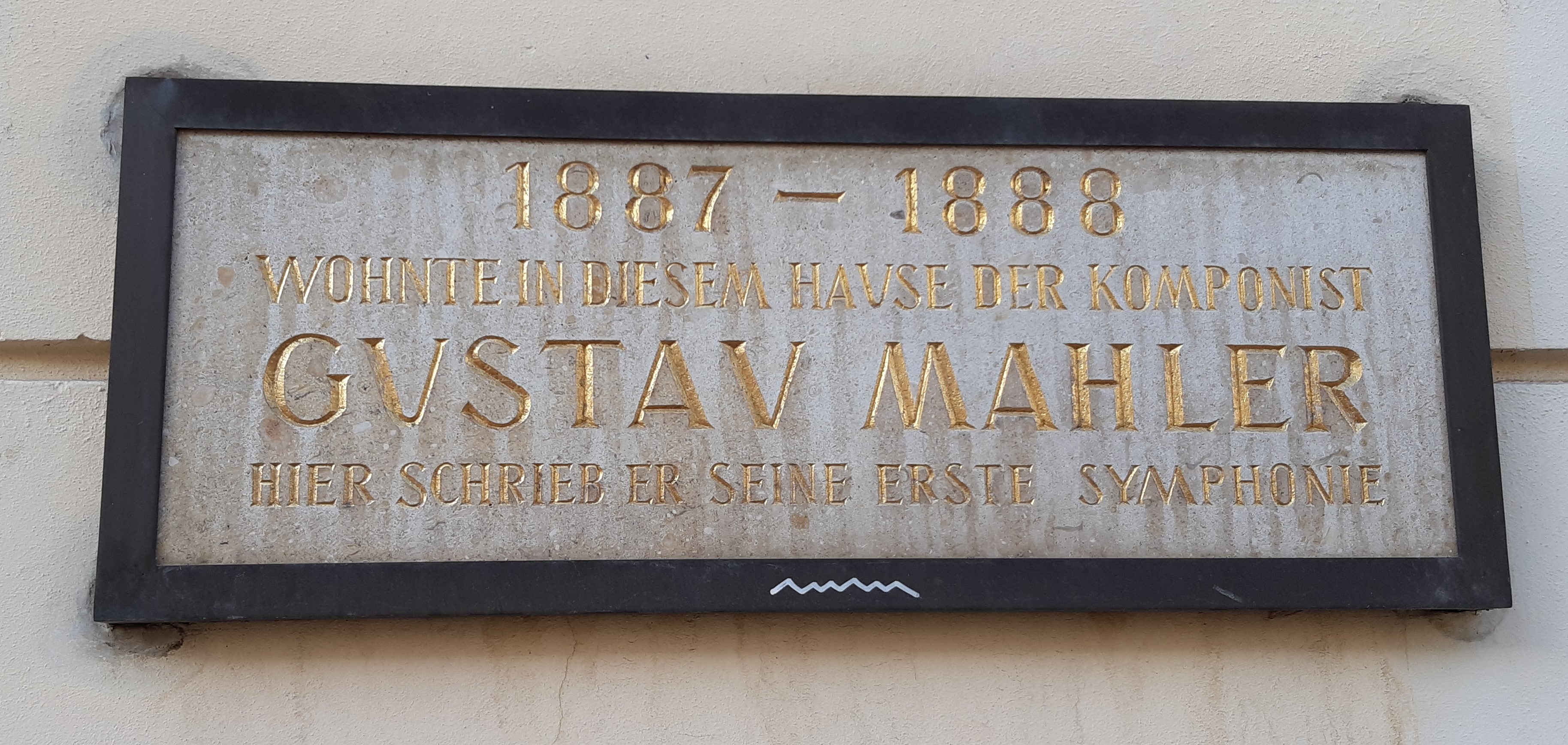
Gedenktafel am Wohnhaus Gustav-Adolf-Straße 12 in Leipzig

Es folgten verschiedene Kapellmeisterstellen, an denen er hauptsächlich Opern zu dirigieren hatte und mit diesem Genre reiche Erfahrungen sammeln konnte. Er hörte auch die bedeutendsten Dirigenten seiner Zeit mit Konzerten, machte deren Bekanntschaft sowie die der Komponisten Pjotr Iljitsch Tschaikowski und Richard Strauss. Die Stationen waren: Laibach (1881–1882), Olmütz (1883), Kassel (1883–1885), Prag bei dem Intendanten Angelo Neumann (Juli 1885 bis 1886), Leipzig (Juli 1886 bis Mai 1888) als Kollege von Arthur Nikisch, mit dem es zu Rivalitäten kam, und Budapest (Oktober 1888 bis März 1891), wo er Königlicher Operndirektor war.
Er kam (1883) auch zum ersten Mal nach Bayreuth, sah Festspielaufführungen und machte die Bekanntschaft von Cosima und Siegfried Wagner. In Budapest besuchte Brahms eine Vorstellung des Don Giovanni, in der Lilli Lehmann sang, und er war von Mahler als Dirigent sehr beeindruckt.

### Hamburg
Von März 1891 bis 25. April 1897

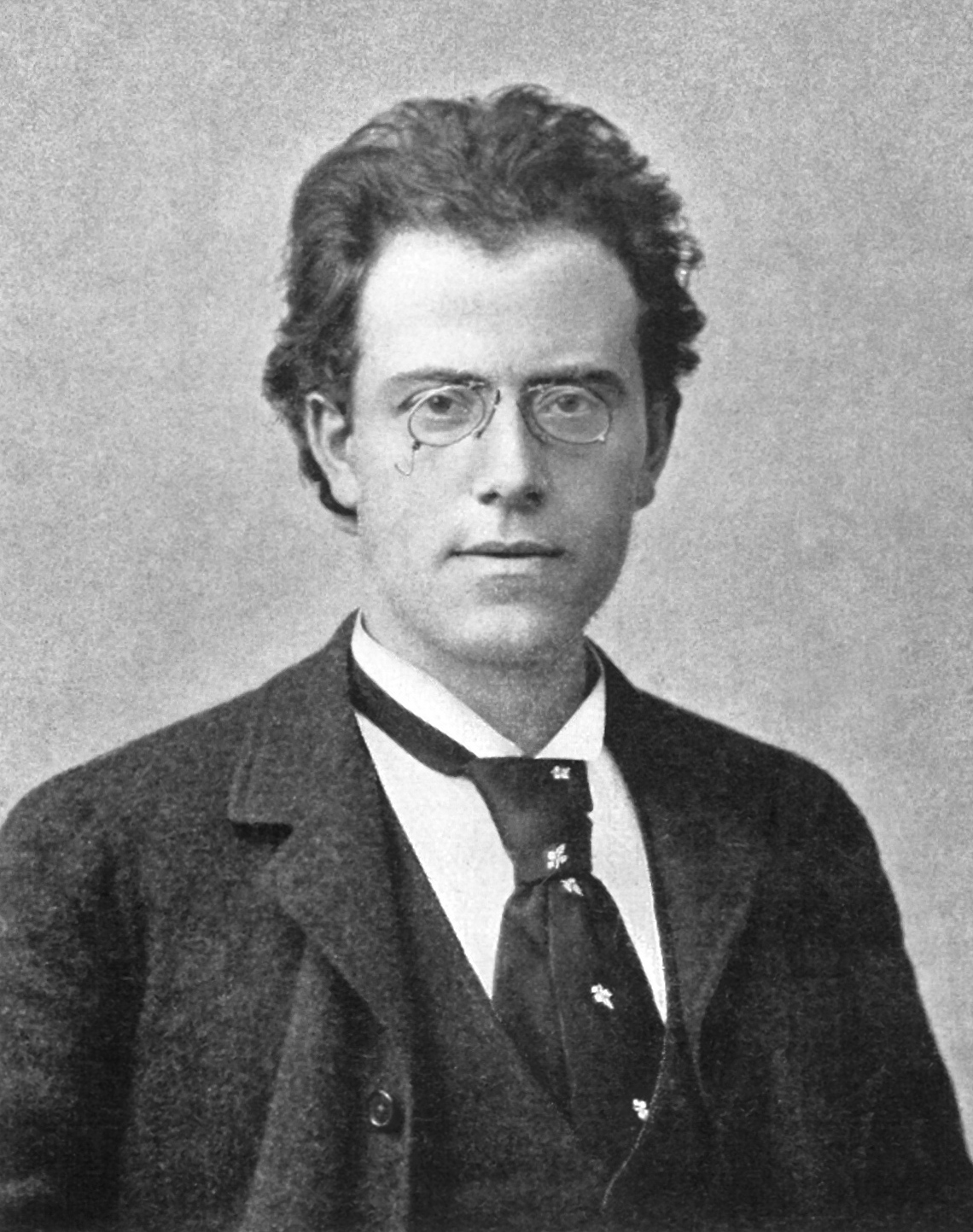
Gustav Mahler (1892)

war Mahler erster Kapellmeister am Stadt-Theater in Hamburg, wo er in der Bundesstraße 10 wohnte. Dort leitete er u. a. 1892 die deutsche Erstaufführung von Tschaikowskis Oper Eugen Onegin, und zwar „im Beisein des höchst zufriedenen Komponisten“, für den Mahler das Dirigat übernahm, da dieser am deutschen Libretto verzweifelte. Er gehörte inzwischen zu den anerkannten Dirigenten Europas, dessen große Städte er als Gastdirigent bereiste, z. B. mit großem Erfolg London von Juni bis Juli 1892. Mahler hatte in diesen Jahren ein überaus anstrengendes Arbeitspensum. Er dirigierte mehr als heute üblich, beispielsweise in der Saison 1894/95 138 von 367 Vorstellungen, dazu acht philharmonische Konzerte. Im selben Jahr komponierte er verschiedene Lieder, vollendete die 2. Sinfonie, leitete in Berlin die Uraufführung ihrer ersten drei Sätze und komponierte in wenigen Sommerwochen fünf Sätze (außer dem ersten) der 3. Sinfonie. In Hamburg legte er außerdem mit seiner Opernarbeit den Grundstein zu einem neuen Musiktheaterstil.
Der Hamburger Musikkritiker und Komponist Ferdinand Pfohl verteidigte das kompositorische Schaffen Mahlers in zahlreichen Artikeln gegen wütende Angriffe. Besonders wichtig wurde Mahlers Freundschaft mit dem jungen Bruno Walter, der als Chorleiter und Korrepetitor durch eine Empfehlung von Bernhard Pollini an das Stadttheater kam. Bruno Walter folgte Mahler auch als zweiter Kapellmeister nach Wien. Er setzte sich im Lauf seines ganzen Lebens für Mahlers Musik ein und schrieb ein Buch über ihn.

### Wien

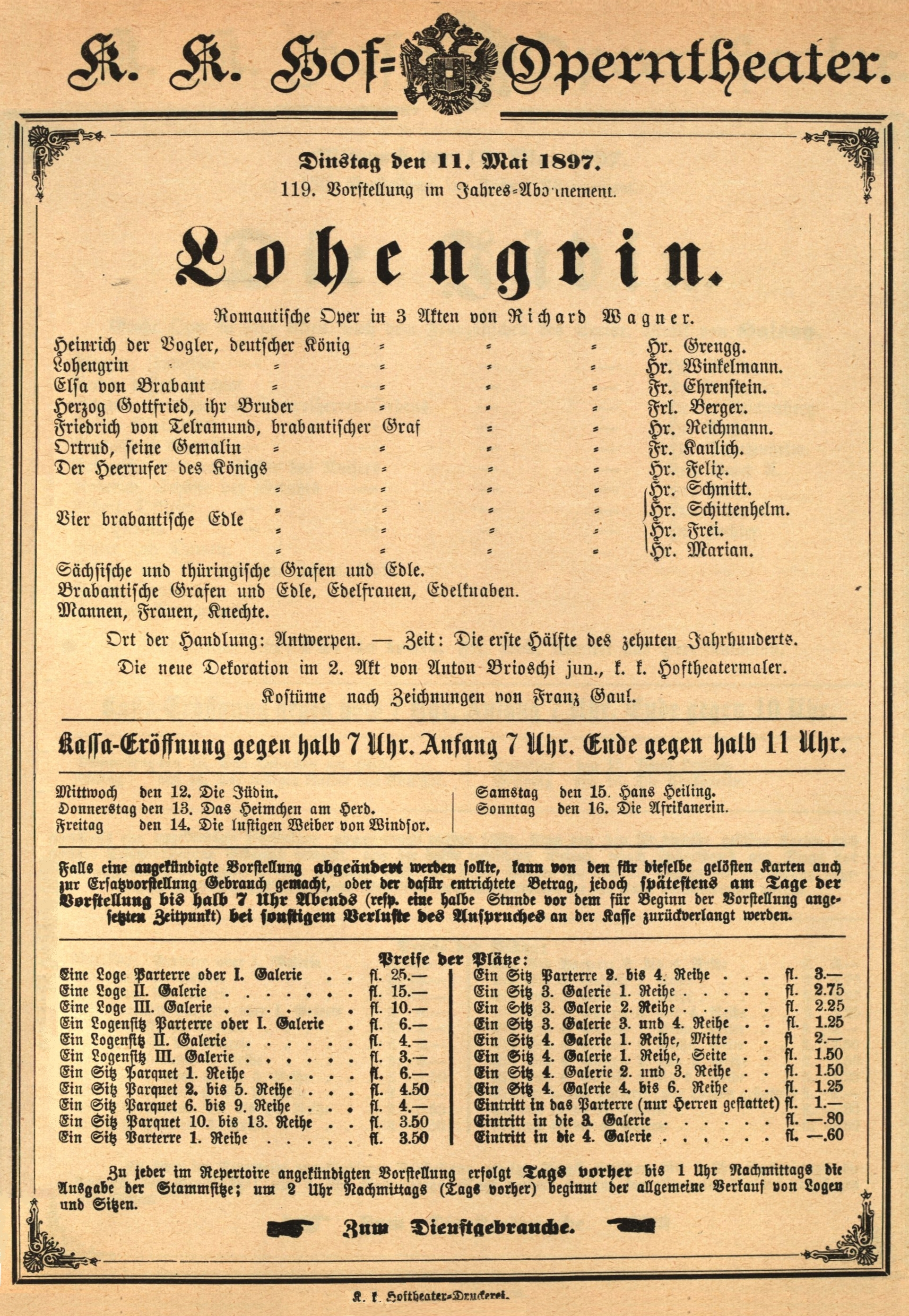
Aushang zur Vorstellung von Lohengrin, mit der Mahler 1897 in Wien debütierte

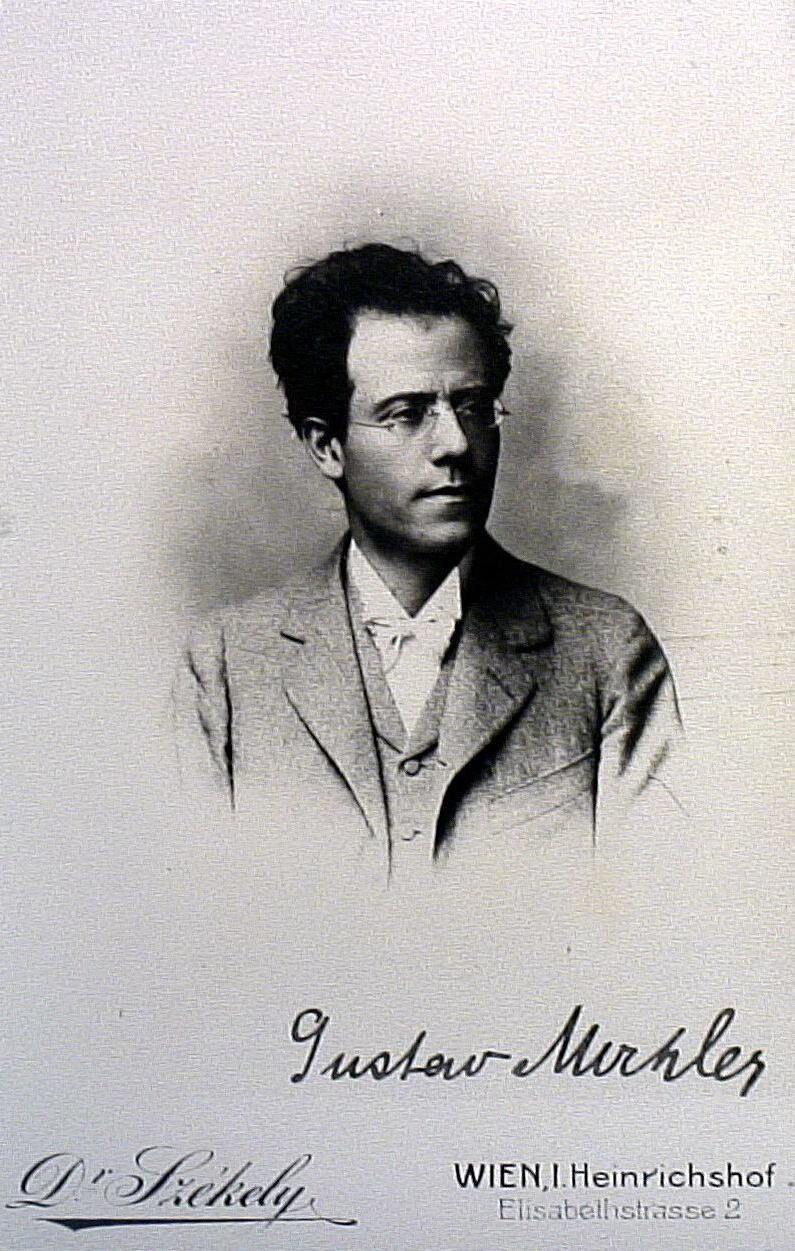
Gustav Mahler (1898)

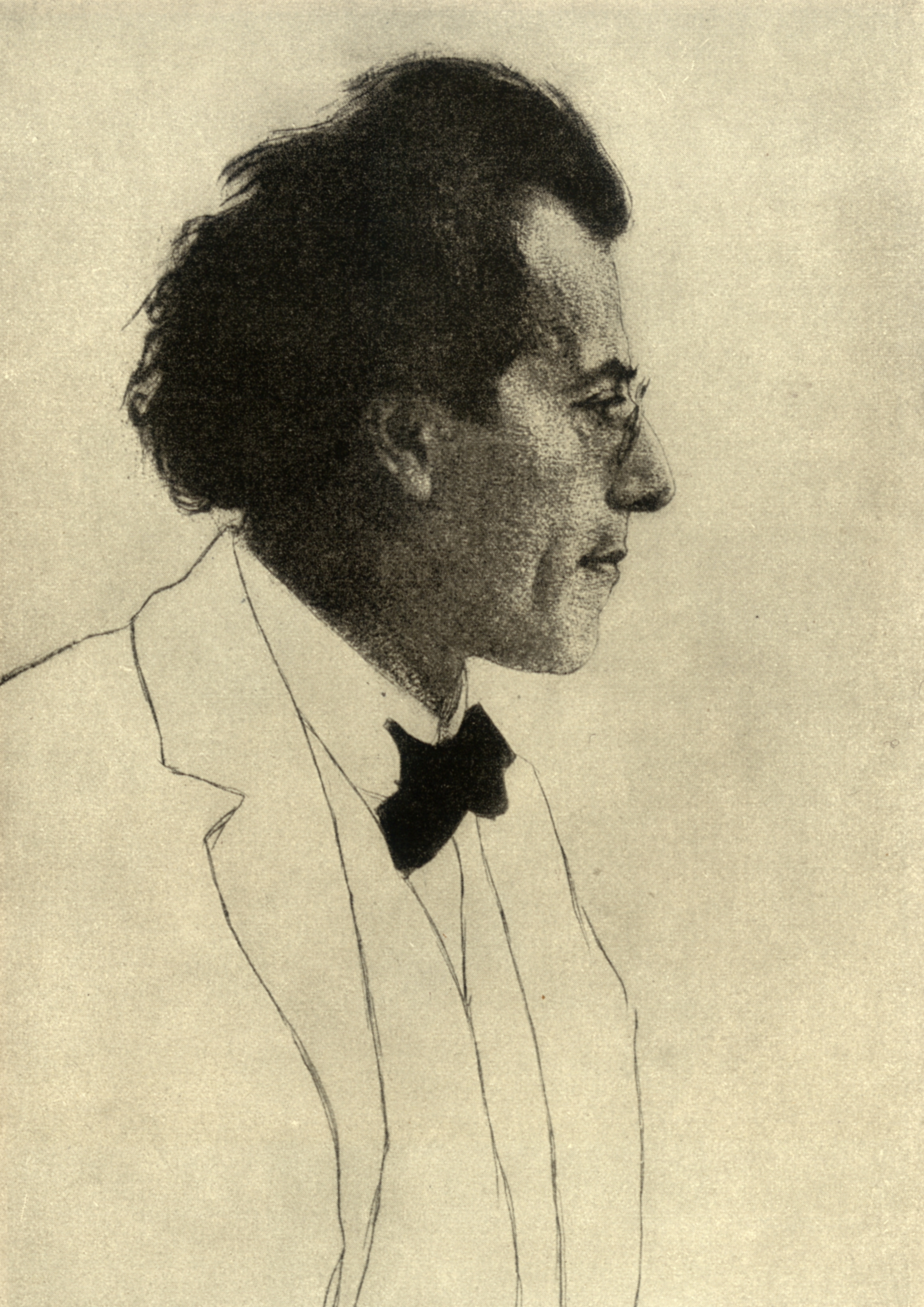
Gustav Mahler (Radierung von Emil Orlik, 1902)

Von 1897 bis 1907 hatte Mahler die in Europa herausragende Stellung des ersten Kapellmeisters und Direktors der Hofoper in Wien inne. Ende 1896 hatte er Kontakte zu hochgestellten Persönlichkeiten in Wien geknüpft, um seine dortigen Chancen zu eruieren und einer antisemitischen Pressekampagne gegen ihn vorzubeugen. Im April 1897 konnte er den Vertrag mit der Wiener Hofoper unterzeichnen. Für seine Antrittsvorstellung am 11. Mai 1897 wählte er Wagners Lohengrin. Wie Stefan Zweig in seinen Memoiren schrieb, rief die Ernennung des jungen Gustav Mahler (er war erst 36 Jahre alt) in Wien allgemeines Erstaunen hervor.
Am 9. März 1902 heirateten Mahler und die 19 Jahre jüngere Alma Schindler in der Wiener Karlskirche. Aus der Ehe gingen zwei Töchter hervor (* 1902 und * 1904), von denen die ältere schon im Alter von vier Jahren starb (siehe Ehe und Kinder).
Unter Mahlers Leitung entwickelte sich die Wiener Hofoper zu einem der führenden Häuser der Opernwelt. In dem Repertoire, das Mahler am Herzen lag – Mozart, Beethoven und Wagner –, leistete er Hervorragendes. Der einzige Schwachpunkt seiner Direktion war, dass es kaum Uraufführungen gab. Einzige Ausnahme war die Wiener Erstaufführung von Gustave Charpentiers Louise im Jahr 1903. Als Mahler im Jahr 1905 die Oper Salome von Richard Strauss uraufführen wollte, wurde die Aufführung vom Hofzensor verboten, nach dessen Urteil das Salome-Libretto gegen die Sittlichkeit verstieß.
Während der Wiener Jahre reiste er durch ganz Europa, u. a. bis Sankt Petersburg, Venedig, Rom, Paris, Basel oder Amsterdam, um zu dirigieren und seine eigenen Kompositionen – mit unterschiedlichem Erfolg – aufzuführen. Er gewann überall enthusiastische Anhänger. In Amerika wurden seine Werke ebenfalls aufgeführt und sehr geschätzt.
Neue Freundschaften entstanden unter anderem mit den Brüdern Rosé, den Malern der Sezession und besonders den jungen Komponisten Arnold Schönberg, Alexander von Zemlinsky und Alban Berg, die seine Musik bewunderten und hoch schätzten. Willem Mengelberg in Amsterdam gehörte zu den jungen Dirigenten, die seine Sinfonien aufführten. Zur Uraufführung der 6. Sinfonie am 27. Mai 1906 in Essen kamen viele Freunde von weither angereist.

#### Mahlers Opernreform
Bereits in Hamburg hatte sich Mahler immer wieder gegen die Nachlässigkeit und Schlamperei gewandt, mit der die szenische Seite von Opernaufführungen zu jener Zeit behandelt wurde. Seine Vorstellung von Oper als Einheit von Musik und Darstellung orientierte sich an Richard Wagners Begriff des Gesamtkunstwerks. Der Schweizer Bühnenraumgestalter Adolphe Appia und der britische Theaterreformer Edward Gordon Craig entwickelten dieses Konzept an der Wende vom 19. zum 20. Jahrhundert weiter. Die Kunst der Szene sollte eigenschöpferisch und gleichberechtigt neben die Kunst der Dichtung und der Musik treten. Ihre Ideen wurden im Wien der Jahrhundertwende diskutiert, und Mahler kannte vermutlich zumindest Adolphe Appias Theorie. Um dieses moderne Konzept von Opernarbeit in die Bühnenpraxis überführen zu können, dehnte Mahler seine Verantwortlichkeit als Operndirektor auch auf den szenischen Bereich aus, was in der Folgezeit zu heftigen Konflikten mit der Generalintendanz des k. k. Hoftheaters führte.
Mahler engagierte drei Jahre nach seinem Amtsantritt Heinrich Lefler als Leiter des Ausstattungswesens. Aber erst 1903 fand er in dem bildenden Künstler Alfred Roller seinen wichtigsten Verbündeten für sein Vorhaben, die Ideen der Theaterreformer umzusetzen und die Wiener Hofoper zum Maßstab für zeitgemäße Operninszenierungen zu machen. Mahler kannte Rollers Arbeiten in der Wiener Secession und animierte ihn, das Bühnenbild zu Wagners Tristan und Isolde zu entwerfen. Am 21. Februar 1903 feierten Mahler und Roller mit dieser Inszenierung ihren ersten großen gemeinsamen Erfolg. Ein Kritiker schrieb, dass Rollers Konzept, „einen Grundakkord der Farbe zu variieren, auszubreiten, zu verändern: etwas von der sensiblen Tristan-Chromatik in die Dekorationskunst umzuwandeln“ eine überwältigende Wirkung gezeitigt habe. Die Gestaltung des Bühnenraums statt illusionistischer Kulissenmalerei und die Nutzung des Lichts zur Herstellung einer „seelischen Stimmung“ (Hermann Bahr) waren bahnbrechende Erfindungen Rollers. Mahler und Roller setzten in ihrer Zusammenarbeit entscheidende Akzente für den Durchbruch der modernen Opernregie. Zeitlich parallel entwickelten Otto Brahm und Max Reinhardt die moderne Schauspielregie.
Mahler konnte für seine szenischen Ideen jedoch noch nicht auf geeignete Opernregisseure zurückgreifen; er musste diese Arbeit neben dem Dirigat selbst leisten. Unermüdlich bewegte er sich zwischen Orchestergraben und Bühne hin und her, um die erwünschte Einheit von musikalischer und szenischer Darstellung durch intensive Probenarbeit gleichsam zu erzwingen. Statt der zeitüblichen pathetischen Gesten der Sänger, die in überladenen Kostümen an der Rampe standen, verlangte Mahler eine Rollendarstellung, die situativ und psychologisch genau war und mit der sängerisch-musikalischen Gestaltung im Einklang stand. Roller schreibt, Mahler habe „selbst eine so glänzende schauspielerische Begabung“ besessen, „daß es ihm eine Kleinigkeit bedeutete, den Sängern die nötigen, der Szene angepaßten Spielanweisungen zu geben“.
Mahler war streng in der Auswahl der Sänger und ließ sich weder von Wünschen seiner Vorgesetzten noch von den Vorlieben des Publikums korrumpieren. Unter seiner Direktion arbeiteten an der Wiener Hofoper u. a. die Sänger-Schauspielerin Anna von Mildenburg, die beste Wagner-Darstellerin dieser Zeit, die Koloratursängerin Selma Kurz, deren besonders lange „Kurz-Triller“ berühmt wurden, Marie Gutheil-Schoder, die als Carmen und in anderen leidenschaftlichen Mezzosopran-Partien brillierte, Hermann Winkelmann und Leopold Demuth, die Heldentenöre Erik Schmedes und Franz Naval sowie der Jahrhundertsänger Leo Slezak, dessen bemerkenswerte Kopfstimme noch auf ersten Schallplatten von 1905 in einer Arie aus Die weiße Dame und in Lohengrins Abschiedsgesang zu hören ist. Die dramatische Ausdruckskraft dieses ganz von Mahlers Inszenierungskunst geprägten Sängers ist auch in der Aufnahme von Tannhäusers „Romerzählung“ noch spürbar.

#### Abschied

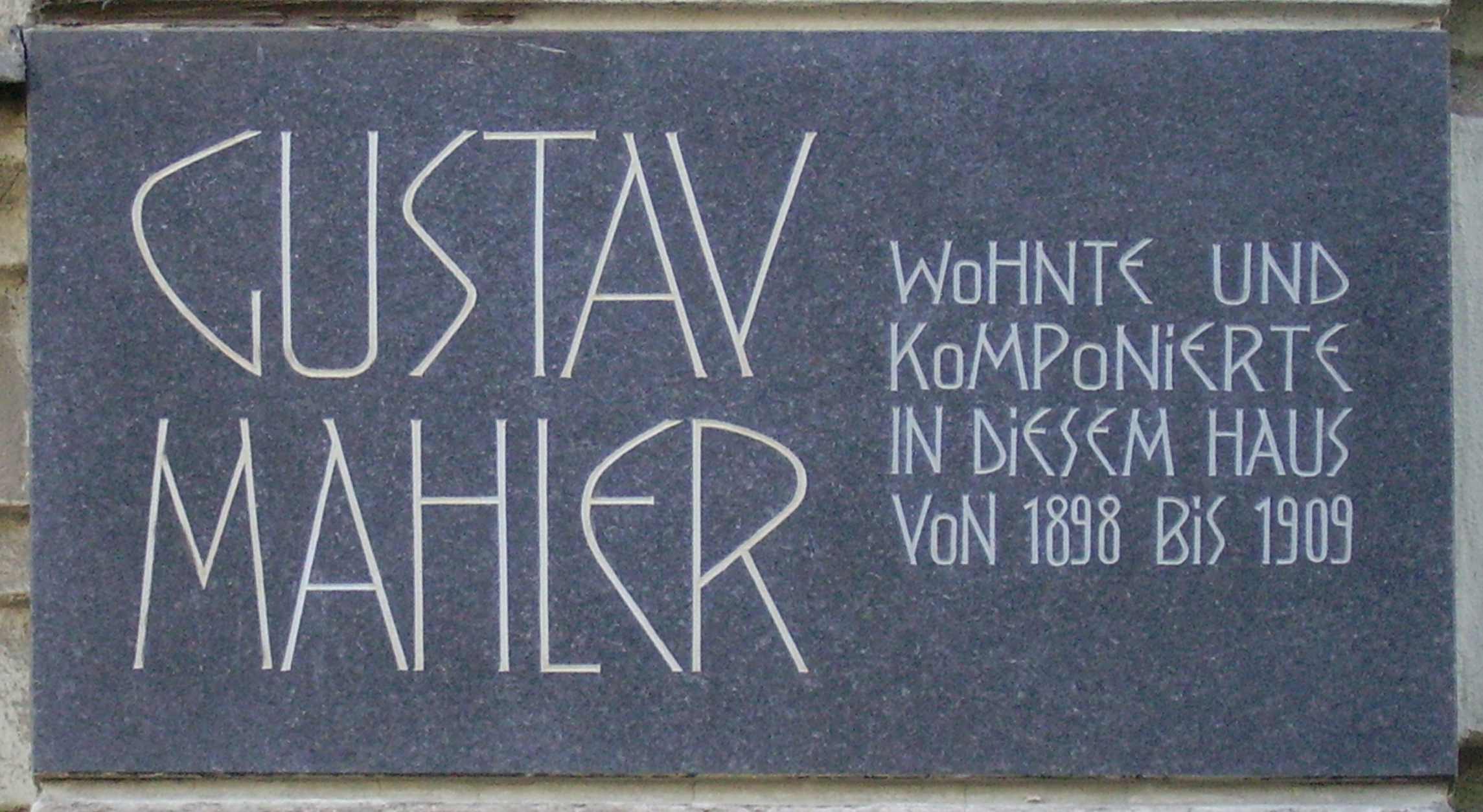
Gedenktafel am Wohnhaus in Wien,
Rennweg 5 = Auenbruggergasse 2

Mahlers Ungeduld mit Sängern und Orchestermitgliedern, die seinen Ansprüchen nicht genügten, zunehmende Tourneen als Dirigent eigener Werke, eine Pressekampagne gegen ihn und Streitigkeiten mit seinen Vorgesetzten bei Hof über häufige Abwesenheiten und die Programmgestaltung brachten schließlich beide Seiten dazu, Mahlers Wiener Amtszeit zu beenden.
Das Jahr 1907 bedeutete auch in anderer Hinsicht eine Lebenswende. Nachdem Mahler den Vertrag mit der Metropolitan Opera in New York unterschrieben hatte, starb im Juli 1907 unerwartet die ältere Tochter Maria Anna. In dieser Zeit glaubte Mahler, am Abgrund zu stehen.
Am 15. Oktober 1907 dirigierte Mahler zum letzten Mal in Wien, und zwar Beethovens Fidelio. Die tiefgreifenden Konflikte mit der Intendanz der Hofoper zeigten sich nicht zuletzt in der Tatsache, dass Mahler nicht offiziell verabschiedet wurde. Durch die Unterstützung des Obersthofmeisters erhielt Mahler trotzdem eine hohe Abfertigung, die Kaiser Franz Joseph persönlich bewilligte, sowie die Höchstpension.
Die Abreise Mahlers im Dezember 1907 von Wien wurde zu einem triumphalen Ereignis: Etwa zweihundert Menschen fanden sich zum Abschied am Westbahnhof ein, darunter Arnold Schönberg, Alban Berg, Anton Webern, Alfred Roller, Carl Moll, Gustav Klimt, Bruno Walter und Arnold Rosé. Mahlers Zugabteil war mit Kränzen geschmückt.

### New York

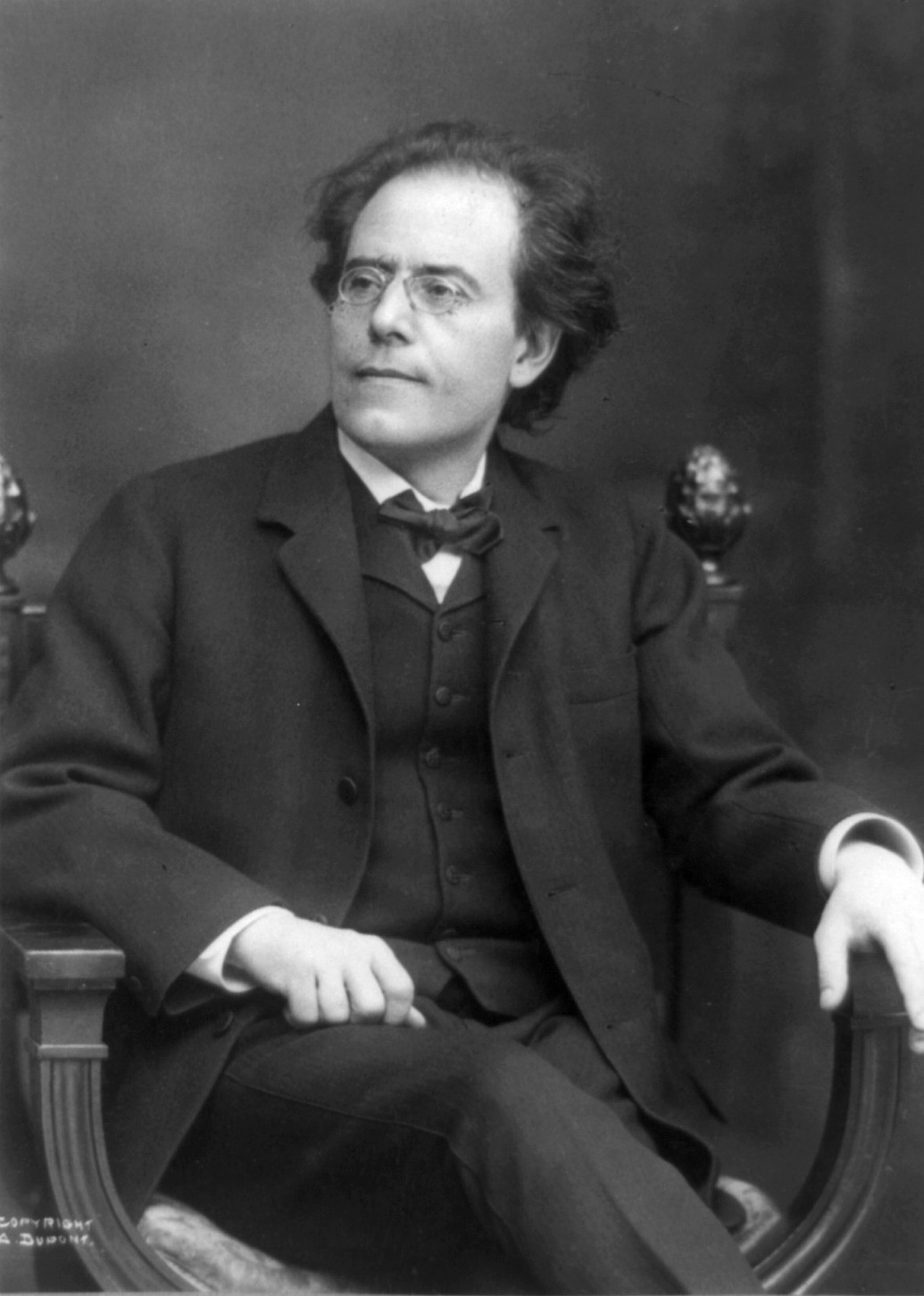
Gustav Mahler, 1909

Mahler reiste mit seiner Frau viermal über den Atlantik nach Amerika, um dort zu dirigieren. Die Hinreisen nach New York waren im Dezember 1907, im November 1908, im Oktober 1909 und im Oktober 1910. Die Rückfahrt war jeweils im April des nächsten Jahres:
- 1907: Hinfahrt 12.–21. Dezember mit der Kaiserin Auguste Viktoria. Aufenthalt im Hotel Majestic. Rückfahrt: 23. April – 2. Mai 1908 mit der Kaiserin Auguste Viktoria.
- 1908: Hinfahrt 11.–21. November mit der Amerika. Aufenthalt im Hotel Savoy. Rückfahrt: 10.–19. April 1909 mit der Kronprinzessin Cecilie.
- 1909: Hinfahrt 13.–19. Oktober mit der Kaiser Wilhelm II. Aufenthalt im Hotel Savoy. Rückfahrt: 5.–12. April 1910 mit der Kaiser Wilhelm II.
- 1910: Hinfahrt 18.–25. Oktober mit der Kaiser Wilhelm II. Aufenthalt im Hotel Savoy. Rückfahrt: 8.–16. April 1911 mit der Amerika.

Im Januar 1908 begann Mahlers Vertrag bei der Metropolitan Opera in New York. Er wurde mit seinen Konzerten und der eigenen Musik begeistert aufgenommen. Sogar die gesellschaftlichen Einladungen genoss er mit Freude. Bereits mit der ersten Aufführung, die er dirigierte (es war wiederum Wagners Tristan), hatte er großen Erfolg. Die Kritiker lobten Mahlers schlanken Wagner-Klang, der die Sänger nicht übertönte und für die New Yorker vollkommen neu war. Man bot Mahler neben seiner Dirigententätigkeit auch die Direktion der „Met“ an; er lehnte ab, weil er sich nicht wieder mit den Alltagsdingen eines Opernbetriebs belasten wollte. Der neue Direktor Giulio Gatti-Casazza, der von der Mailänder Scala an die „Met“ berufen wurde, brachte Arturo Toscanini als Dirigenten mit. Bald geriet Mahler mit diesem in Konflikt. Toscanini war ebenso wie Mahler ein glühender Verehrer der Opern Wagners und wollte sich nicht auf das italienische Repertoire beschränken.
Mahler begriff, dass seine Bindung an die „Met“ nicht von Dauer sein würde, obwohl er hier wieder mit den weltweit besten Sängern und Sängerinnen, unter anderen mit Enrico Caruso, Antonio Scotti, Emmy Destinn, Fjodor Iwanowitsch Schaljapin und Leo Slezak arbeitete. Seine Inszenierungsvorstellungen hingegen konnte er nicht umsetzen. Bei den Mäzenen der „Met“ zählten vor allem die Sängerleistungen und eine prunkvolle Ausstattung. Von Opernregie im Sinne der Wiener Arbeit konnte keine Rede sein. Mahler versuchte, Alfred Roller nach New York zu holen, um die Wiener Reformbestrebungen hier fortzusetzen, was jedoch an bis heute nicht restlos geklärten Vorgängen scheiterte.
Ein Angebot vom Boston Symphony Orchestra lehnte Mahler ab. Ein neues Betätigungsfeld ergab sich, als vermögende New Yorker Bürgerinnen beschlossen, aus dem zweiten Orchester New Yorks, dem der New York Philharmonic Society, ein „Mahler-Orchester“ zu bilden. Exzellente Musiker wurden engagiert. Im Februar 1909 wurde der Kontrakt Mahlers als Chefdirigent bekannt gegeben. Ende März und Anfang April fanden die ersten Konzerte in der Carnegie Hall statt. Ab dem 1. November 1909 leitete er ausschließlich die Konzerte des Orchesters, das unter dem Namen New Yorker Philharmoniker Weltruhm erlangte. Mahler dirigierte die unglaubliche Zahl von 95 Konzerten in den zwei Saisonen, die ihm noch verblieben. 1910 gab es jedoch menschliche und künstlerische Schwierigkeiten mit dem Orchester.

### Letzte Werke
Im Jahr 1908 entstand Mahlers Werk Das Lied von der Erde nach ursprünglich chinesischen, von Hans Bethge übersetzten Gedichten. Darin verarbeitete er die großen Lebensthemen – Sinn des Daseins, Liebe, Abschied, Tod, Erlösung. In ungefähr neun Monaten, etwa von Juli 1909 bis März 1910, schrieb er seine 9. Sinfonie.
Von Juli bis September 1910 begann Mahler mit dem Komponieren seiner 10. Sinfonie. Für diese stellte er aber nur das Particell fertig.
Die Uraufführung der 8. Sinfonie am 12. September 1910 in München unter seiner Leitung und die Wiederholung des Konzerts am folgenden Tag wurden zu triumphalen Erfolgen für Mahler. Der Applaus nach dem Konzert soll  eine halbe Stunde gedauert haben.

### Tod

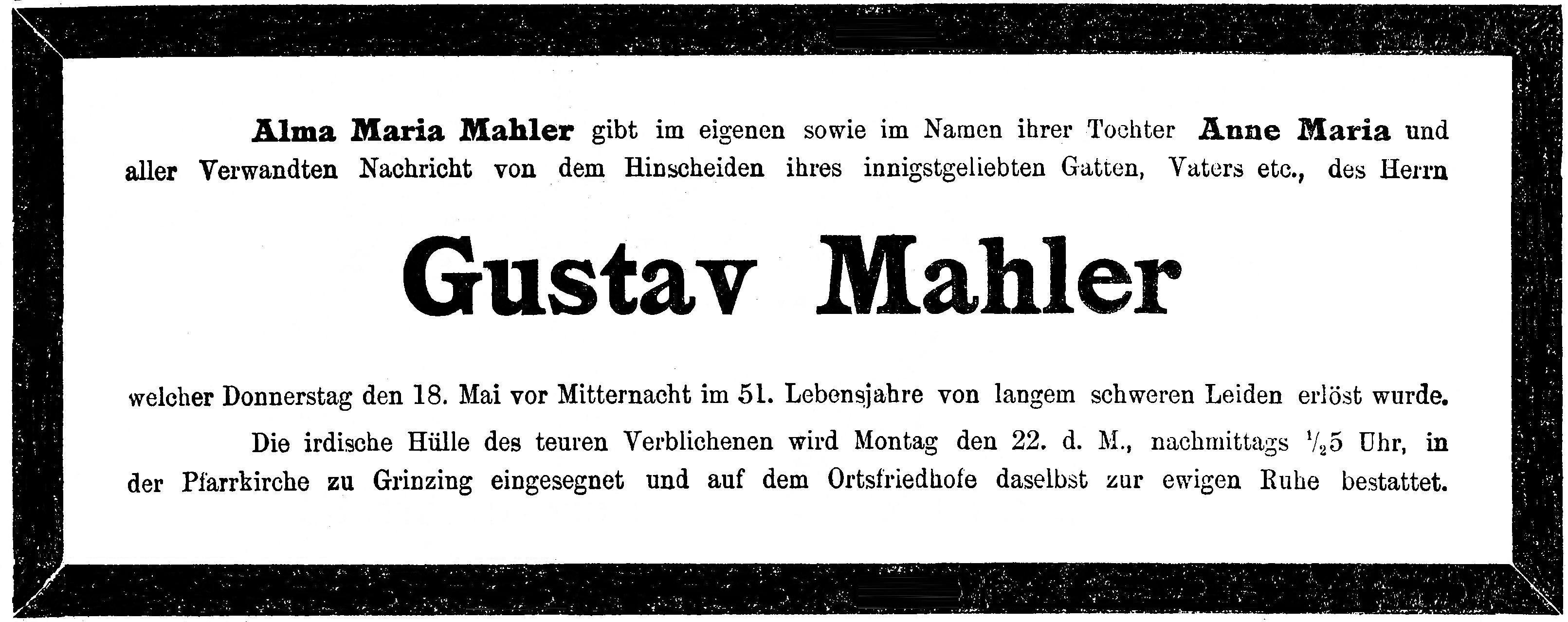
Die Todesanzeige in der NFP vom 20. Mai 1911

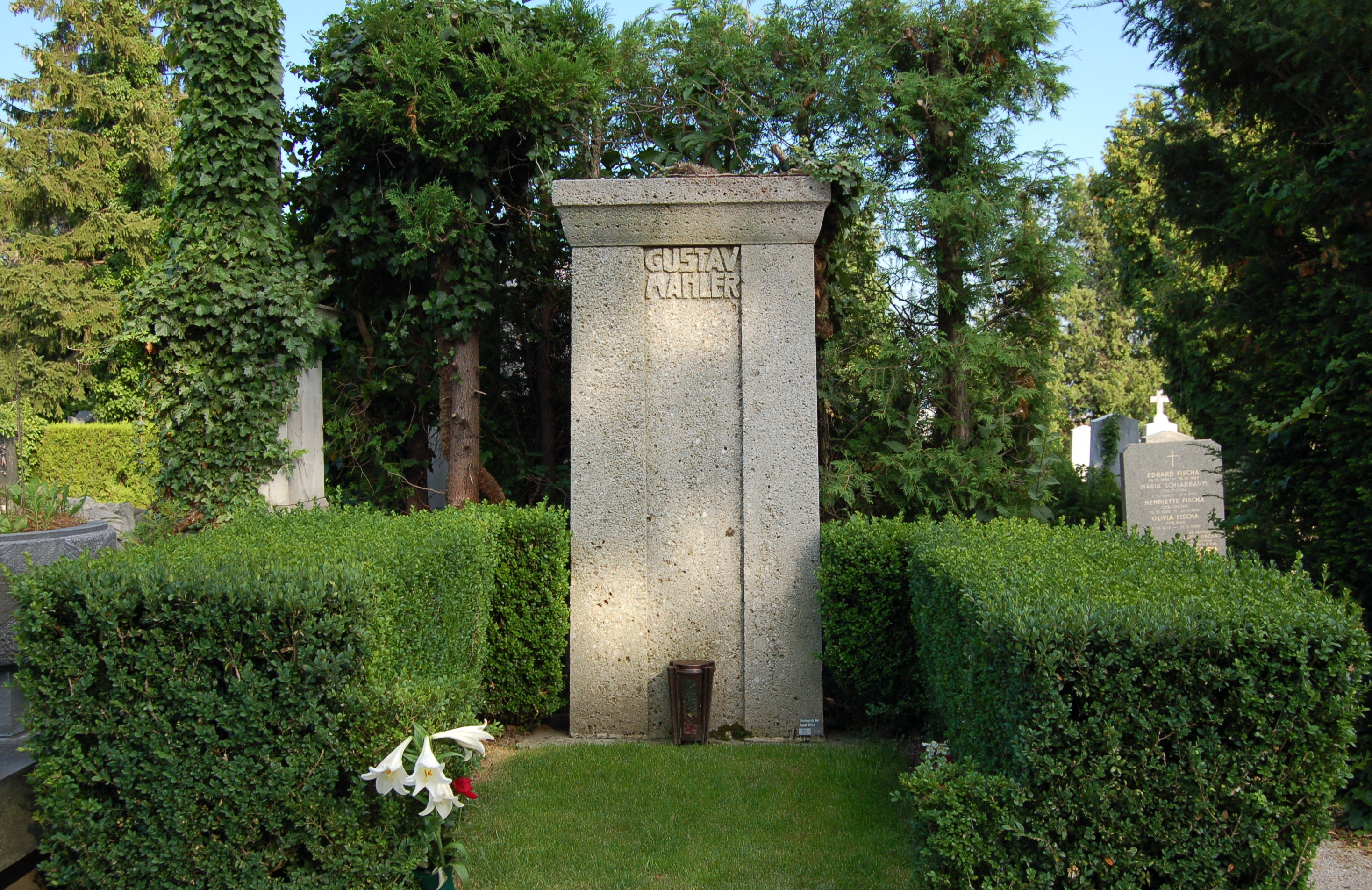
Mahlers Grab auf dem Grinzinger Friedhof

Am 21. Februar 1911 dirigierte Mahler in New York sein letztes Konzert. Wegen eines Fiebers hatte er Aspirin eingenommen. Die Krankheit stellte sich als bakterielle Endokarditis heraus, eine damals unheilbare Krankheit. Die Ärzte in New York, Paris und schließlich Wien konnten nichts mehr für Mahler tun. Der Wiener Arzt Franz Chvostek, der das Ehepaar Mahler bei der Zugfahrt von Paris nach Wien begleitete, klärte Alma Mahler darüber auf, dass eine Heilung nicht mehr zu erwarten war.
Mahler starb am 18. Mai 1911 im Sanatorium Löw in Wien. Er wurde auf dem Grinzinger Friedhof bestattet; wegen des großen Andrangs von Trauergästen wurden die Kirche in Grinzing und der Friedhof abgesperrt und der Zugang mit Eintrittskarten geregelt. Josef Hoffmann gestaltete das Grabmal. Mahlers Grab (Gruppe 6, Reihe 7, Nummer 1) ist ehrenhalber gewidmet. Im Nebengrab (Nummer 2) ruht seit 1909 Mahlers Tochter Maria Anna, die 1907 im Alter von vier Jahren starb.

## Aspekte der Biografie

### Religion
Dass Mahler Jude war, wurde bereits 1885 in Kassel zum Anlass einer antisemitischen Kampagne gegen ihn, obwohl er dem jüdischen Glauben nicht besonders nahe stand. Laut Jens Malte Fischer war er dem Judentum „innerlich entfremdet“. Seine Weltanschauung war eher eine naturreligiöse und philosophische, was an seinen Angaben und Texten zur 3. Sinfonie, zur 8. Sinfonie und zum Lied von der Erde besonders ausgeprägt zu erkennen ist. Er befasste sich jedoch auch intensiv mit dem Auferstehungs- und Erlösungsgedanken des Christentums, was unter anderem in der 2. und 3. Sinfonie deutlich wird.
In Hamburg befürchtete Mahler nicht zu Unrecht, dass seine jüdische Herkunft ihm weitere Aufstiegsmöglichkeiten versperren könnte. In einem Brief schrieb er: „Mein Judentum verwehrt mir, wie die Sachen jetzt in der Welt stehen, den Eintritt in jedes Hoftheater. – Nicht Wien, nicht Berlin, nicht Dresden, nicht München steht mir offen. Überall bläst der gleiche Wind.“ Mahlers Biograf Karl-Josef Müller bestätigt, dass die Konversion zum Katholizismus Voraussetzung dafür war, k. u. k. Hofoperndirektor in Wien zu werden; dies habe Mahler „natürlich“ gewusst. Während der letzten Verhandlungen mit der Wiener Hofoper entschloss er sich zur Taufe. Am 23. Februar 1897 ließ er sich gemeinsam mit seinen beiden Schwestern Justine und Emma in der Hamburger St. Ansgarkirche, dem „Kleinen Michel“, taufen.
Mahlers Befürchtung, antisemitisch angegriffen zu werden, bewahrheitete sich in Wien zunächst nicht. Am Ende seiner Wiener Zeit gab es jedoch eine Pressekampagne gegen ihn mit antisemitischen Tendenzen.

### Beziehungen zu Frauen bis zur Ehe
Seine Mutter war Mahler sehr wichtig. Sigmund Freud, zu dem Mahler im August 1910 wegen Beratung in Bezug auf seine Eheprobleme mit Alma nach Leiden fuhr, analysierte bei Mahler einen Mutterkomplex. Er suche in jeder Frau seine Mutter, die eine leidende, gepeinigte Frau gewesen sei. Mit seiner Schwester Justine verband ihn nicht nur das gemeinsame Leben, sondern auch Verständnis und Freundschaft.
Mit sechs Jahren war Mahler zum ersten Mal verliebt. Für diese Freundin komponierte er ein Lied. Anfang 1880 in Wien komponierte er drei Lieder für Josephine Poisl, die seine Gefühle aber nicht erwiderte. In Kassel war es die Sopranistin Johanna Richter; 1884 entstanden dort die ersten Lieder eines fahrenden Gesellen. 1888 in Leipzig schwärmte er für Marion von Weber, die Frau eines Enkels von Carl Maria von Weber.
In Hamburg schrieb die Bratschistin Natalie Bauer-Lechner ausführliche Tagebücher über die Gespräche mit Mahler, woraus eine gründliche Quelle für seine Gedanken, Vorstellungen und viele Erlebnisse wurde. Für ihn war es eine enge, aber nur platonische Freundschaft.
Mit der Sängerin Anna von Mildenburg ging Mahler in Hamburg eine leidenschaftliche Liebesbeziehung ein, die jedoch mit dem Wechsel nach Wien, wo Anna von Mildenburg ebenfalls engagiert war, von ihm beendet wurde. Zehn Jahre nach Mahlers Tod erschienen ihre Erinnerungen. Die darin enthaltenen Briefe zeigen, wie eng die Bindung zwischen Mahler und ihr gewesen war.
Eine Ehe zwischen zwei ihre Berufung ernstnehmenden Künstlern konnte Mahler sich nicht vorstellen. Deshalb endete auch die Beziehung zu Selma Kurz in den ersten Wiener Jahren sehr bald.

### Ehe und Kinder

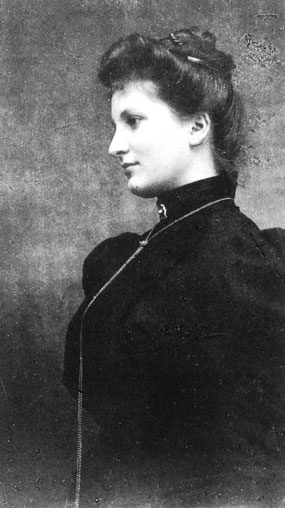
Alma Schindler (ca. 1899, als Gustav Mahler sie kennenlernte)

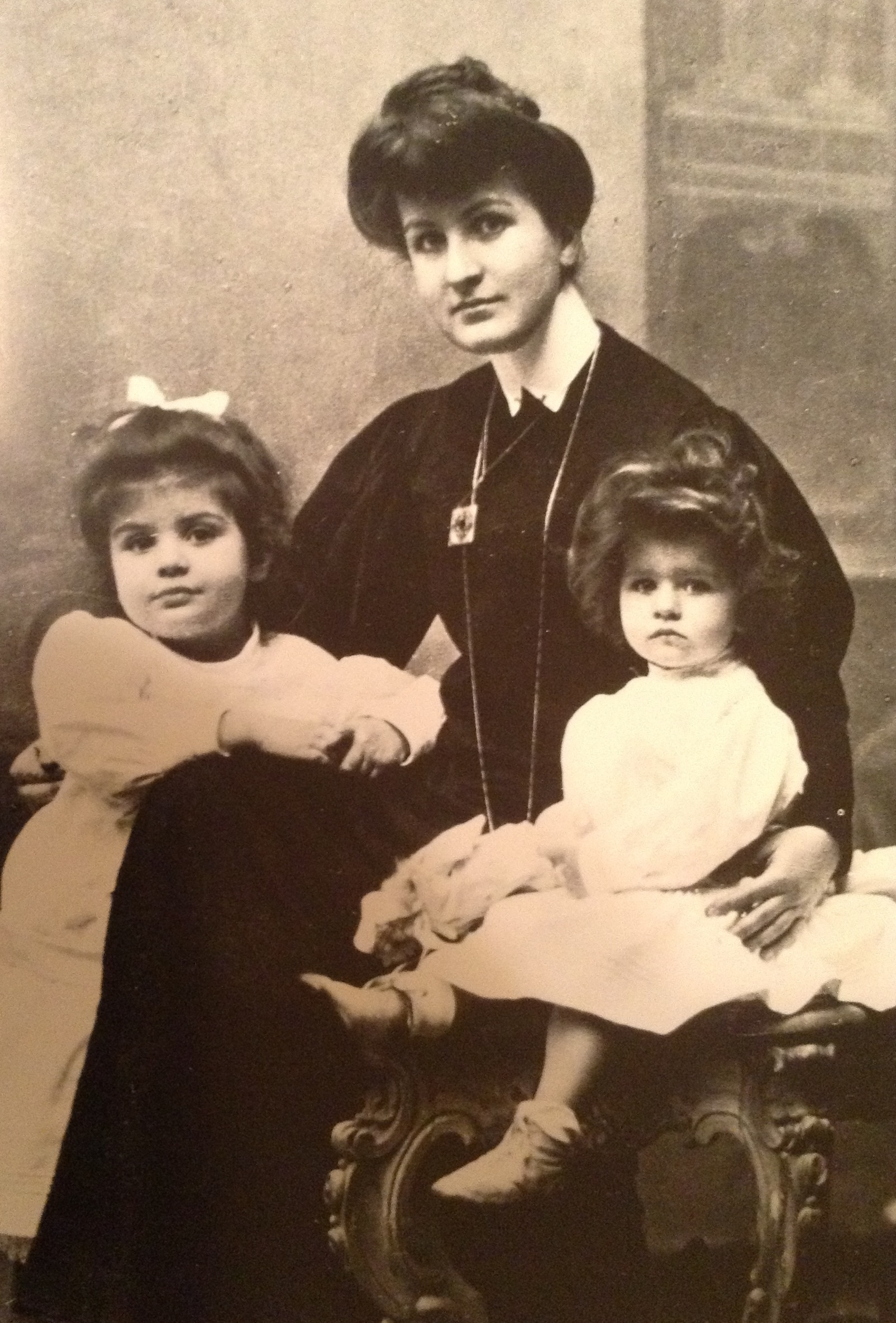
Alma Mahler mit ihren beiden Töchtern (ca. 1906)

Mahlers spätere Ehefrau Alma Schindler (1879–1964) wuchs unter zahlreichen Künstlern auf. Ihr Vater Emil Jakob Schindler und ihr Stiefvater Carl Moll waren Maler. Über ihr Elternhaus lernte sie Max Klinger, Gustav Klimt, Alexander von Zemlinsky (bei dem sie Kompositionsunterricht nahm) und andere kennen. Sie wurde in die Gespräche einbezogen, geliebt und wegen ihrer Schönheit bewundert. Mahler und Alma lernten sich im literarischen Salon Bertha Zuckerkandls kennen.
Von der Ehe hatte Mahler eher konservative Vorstellungen. Bevor er und Alma im März 1902 heirateten, hatte er ihr im Dezember 1901 in einem zwanzig Seiten umfassenden Brief dargelegt, was er von ihr erwartete. Er stellte sie vor die Wahl, ihr eigenes Komponieren einzustellen oder von der Heirat Abstand zu nehmen. Eine Ehe mit einer konkurrierenden Kollegin konnte er sich nicht vorstellen. Alma ging darauf ein, nahm es ihm jedoch bis ins Alter hinein übel, obwohl sie sich ihres Talents als Komponistin durchaus nicht sicher war.
Alma war von Mahler als Persönlichkeit und Dirigent fasziniert. Mit seiner Musik konnte sie jedoch teilweise wenig anfangen. Mahler hatte durch sein riesiges Arbeitspensum wenig Zeit für Alma, und beim Komponieren während der Ferien war er vollkommen in seine Musik vertieft. Er fühlte sich als ihr „Lehrer“ in Bezug auf Weltanschauung und das Leben. Des Öfteren schrieb er in Briefen, dass er sich wünschte, sie hätte mehr „Reife“.
Das Ehepaar Mahler bekam zwei Töchter: im November 1902 Maria Anna, die „Putzi“ genannt wurde, und im Juni 1904 Anna Justine. Mahler war über die Geburt der Töchter sehr glücklich. Alma konnte es nicht verstehen, dass der so glückliche Vater 1904, während die beiden Töchter vergnügt im Garten spielten, seine Kindertotenlieder vollendete, auf Texte von Friedrich Rückert, die dieser nach dem Tod seiner Tochter Luise und seines Sohnes Ernst geschrieben hatte.
Am 11. Juli 1907 starb die ältere Tochter Maria Anna infolge einer Erkrankung an Scharlach und Diphtherie. Die Familie verließ fluchtartig die Villa Mahler in Maiernigg am Wörthersee. Der Tod ihrer Tochter traf Alma und Gustav Mahler sehr, er stärkte jedoch die Bindung der beiden nicht. Die Tochter wurde 1907 zunächst auf dem nahegelegenen Friedhof Keutschach bestattet. Am 1. Juli 1909 wurde sie exhumiert und auf dem Wiener Friedhof Grinzing beigesetzt, denn Gustav Mahler wollte eines Tages bei ihr beerdigt werden.
Im Juni 1910 begann Alma Mahler, die sich von ihrem Mann vernachlässigt fühlte, in einem Kurort in der Nähe von Graz eine Liebesaffäre mit dem jungen Architekten Walter Gropius. Dieser adressierte einen seiner leidenschaftlichen Liebesbriefe versehentlich an Mahler statt an Alma. Mahler war schockiert und von der Furcht gepeinigt, Alma für immer verloren zu haben. Mit übertriebenen Liebesbezeugungen versuchte er sie zurückzugewinnen. Er widmete ihr seine 8. Sinfonie.
In seiner Verzweiflung suchte er Sigmund Freud im holländischen Leiden auf und unterzog sich einer Kurz-Analyse, die nur einen Nachmittag dauerte. Freud behauptete 1933 in einem Brief an Theodor Reik, dabei sei Mahlers „Marienkomplex (Mutterbindung)“ aufgedeckt worden. Ferner leide Mahler an einer Zwangsneurose als „symptomatische Fassade“.
Die Entstehung der unvollendeten 10. Sinfonie fällt in die Zeit dieser schweren Ehekrise. Das Manuskript weist eine Fülle intimer Eintragungen auf, die dokumentieren, dass Mahler damals die schwerste existentielle Krise seines Lebens durchmachte. Die Ausrufe lassen erkennen, dass die Adressatin dieser Eintragungen Alma war, zum Beispiel am Ende des vierten Satzes: „Du allein weißt, was es bedeutet. Ach! Ach! Ach! Leb’ wol mein Saitenspiel! Lebe wol, Leb wol. Leb wol.“ Oder am Schluss des Finales: „Für dich leben! Für dich sterben! Almschi!“
Nach Mahlers Tod war Alma von 1915 bis 1920 mit Walter Gropius verheiratet, 1929 heiratete sie in dritter Ehe den Dichter Franz Werfel. Die Tochter Anna ging mit ihrer Mutter zunächst nach Kalifornien und lebte später als Bildhauerin in Spoleto. Sie starb 1988 während eines Besuches bei ihrer Tochter Marina in London, wo sie auch beigesetzt wurde.

### Krankheiten
Mahler war bis kurz vor seinem Tod leistungsfähig. Als Dirigent bewältigte er ein enormes Pensum und unternahm zahlreiche Auslandsreisen. Jedoch litt er seit seiner Kindheit an diversen Krankheiten. Seit seinem 6. Lebensjahr plagten ihn Migräneanfälle, seit seinem 10. Lebensjahr litt er wiederkehrend an schmerzhaften Halsentzündungen. 1897, zu Beginn seiner Zeit in Wien, wurde ihm ein Abszess im Rachen entfernt. In Wien wurde er außerdem mehrmals wegen Hämorrhoidalblutungen operiert (1898 und zweimal im Jahr 1901).
Im Jahr 1907 hörte ein Arzt in Maiernigg bei Mahler ein Herzgeräusch, das auf einen Herzklappenfehler hindeutete. Mahler konsultierte in Wien einen zweiten Arzt, der das Problem bestätigte und Mahler jede Anstrengung wie Bergwandern, Radfahren und Schwimmen untersagte. Für Mahler, der diese Tätigkeiten zu seiner Erholung leidenschaftlich ausgeübt hatte, war das ein weiterer Schock – erst vor einer Woche war seine ältere Tochter gestorben. Er war derart verunsichert, dass er sich kaum noch traute, sich zu bewegen, und den Tag hauptsächlich im Bett verbrachte, abgesehen von Proben und Aufführungen. Nach sechs Wochen gab jedoch ein dritter Arzt Entwarnung. Nach dessen Urteil war der Herzklappenfehler geringfügig und vollständig kompensiert. Mahler könne weiterarbeiten und leben wie zuvor, er solle nur exzessive Anstrengung vermeiden. Somit sprach nichts dagegen, das bereits vereinbarte Engagement in New York anzutreten. Ab 1908 erlebte Mahler mehrere Anfälle von Angina pectoris. Ab 1909 plagte ihn sechsmal eine Mandelentzündung mit Fieber.
Als Mahler mit seiner Frau im Oktober 1910 zum vierten Mal nach New York reiste, war er kränklich und litt wieder unter Halsentzündungen. Obwohl diese nicht verschwanden, dirigierte er in Amerika noch fast 50 Konzerte. Bei seinem letzten Konzert am 21. Februar 1911 hatte er Fieber. Der Arzt Joseph Fraenkel veranlasste eine Blutkultur und vermutete eine Endokarditis. Spezialisten am Mount Sinai Hospital in New York wiesen anhand einer weiteren Blutkultur die Beteiligung von Streptokokken nach und sicherten die Diagnose einer bakteriellen Endokarditis. Am Mount Sinai Hospital erkannte Emanuel Libman, dass Mahler an der Krankheit sterben würde. Eine Heilung war damals nicht möglich – das Penicillin wurde erst 1929 entdeckt und war erst in den 1940er Jahren als Medikament verfügbar. Auch André Chantemesse in Paris und die anderen in Europa beteiligten Ärzte konnten Mahlers Leben nicht mehr retten.

## Mahler als Komponist

### Die Komponierhäuschen

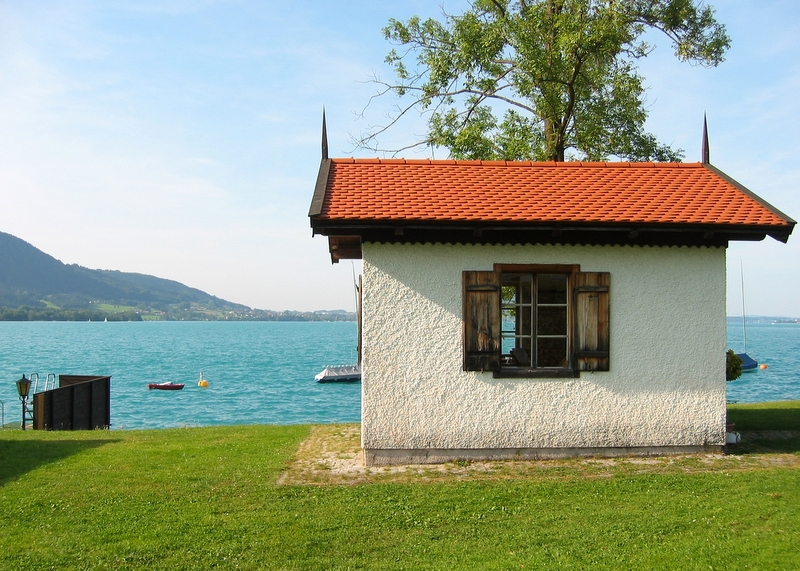
Mahlers erstes Komponierhäuschen in Steinbach am Attersee

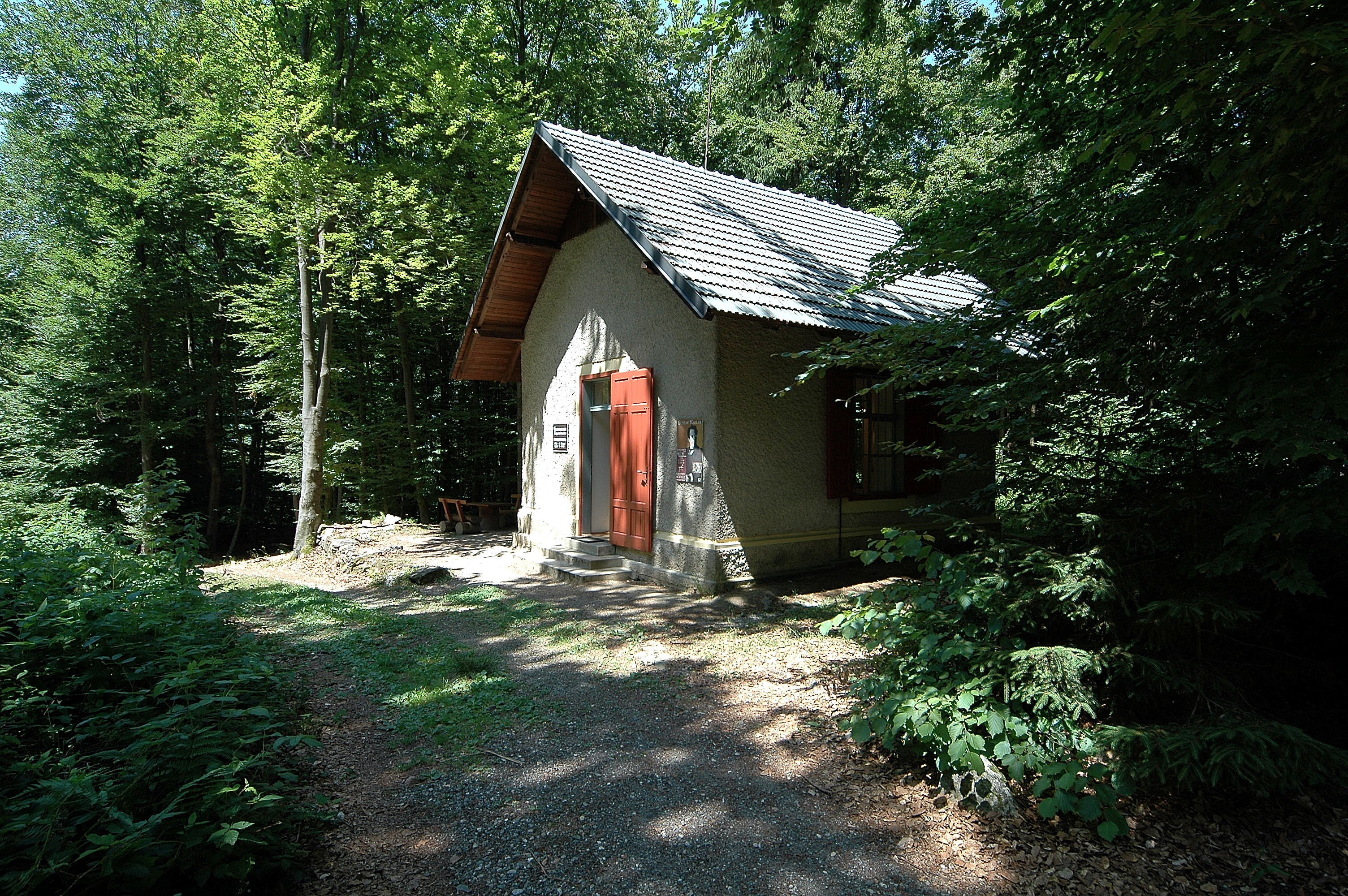
Mahlers zweites Komponierhäuschen in Maiernigg am Wörthersee

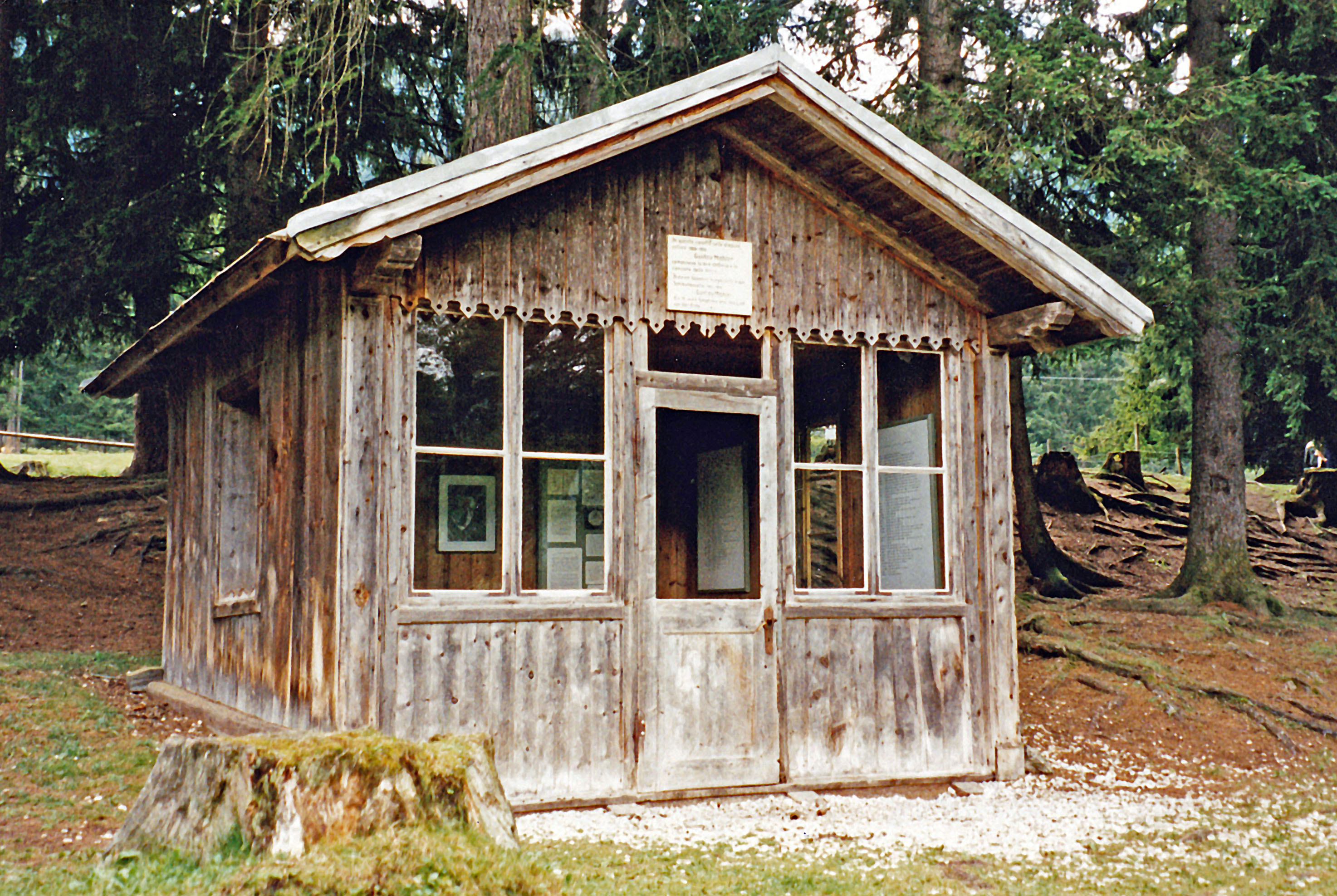
Mahlers drittes Komponierhäuschen in Toblach

Seine kompositorische Tätigkeit übte Mahler zumeist neben seinem Dirigentenberuf in den Sommerferien aus, die er gewöhnlich in der österreichischen Bergwelt verbrachte. Er arbeitete in eigens für ihn gebauten Komponierhäuschen in Steinbach am Attersee (1893–1896), in Maiernigg am Wörthersee (1900–1907) und schließlich in Toblach (1908–1910). Im Winter wurde ausgearbeitet, orchestriert und eine für den Druck lesbare Partitur hergestellt.

### Merkmale seiner Musik
Mahlers Werkverzeichnis ist eher schmal. Die meisten Werke entfallen auf zwei Gattungen: Sinfonien und Lieder, wobei er diese auch zu kombinieren versuchte. Die Anzahl der Sätze der Mahlerschen Sinfonien schwankt zwischen zwei und sechs. Man findet bei Mahler ungewöhnlich viele Selbstzitate, das heißt Abschnitte, die er früher schon notengleich verwendet hatte, so in der 6. und 7. Sinfonie oder in der 1. Sinfonie und in Liedern.
Mahler steht an der Schwelle zur Neuen Musik. So haben es auch deren frühe Vertreter (Arnold Schönberg, Alban Berg und Anton Webern) gesehen, die sich alle auf ihn berufen haben. Mahler komponierte also in einer Zeit, als innovativ denkende Tondichter nach neuen Wegen suchten.
Klanglich arbeitet Mahler oft mit ungewöhnlichen Lagen, zum Beispiel am Beginn der 1. Sinfonie, wo er den Geigen einen so hohen Ton notiert, dass er nur noch als Flageolett zu spielen ist. Auch werden ungewöhnliche Instrumente wie Kuhglocken, Hämmer oder Mandoline und Gitarre gefordert, oder beispielsweise die Hörner sollen aus großer Ferne zu hören sein, was bei Aufführungen eine Aufstellung in sehr großem Abstand hinter der Bühne zur Folge hat. Oft sind auch extreme Glissandi zu hören, oder das Streichen oder Schlagen mit dem Holz des Geigenbogens auf den Saiten (col legno, col legno battuto). Diese teilweise extremen Effekte ließen sich nicht mehr gut am Schreibtisch komponieren. Mahler konnte sie als Dirigent ganz einfach in der sonstigen Orchesterarbeit erproben, was Gegner (die diese Möglichkeit nicht hatten) zu der abschätzigen Bemerkung „Kapellmeistermusik“ verleitete.
Ein weiteres Merkmal ist der Rückgriff auf „niedere“ Musik, so in der 1. Sinfonie, wo die „Feuerwehrkapelle“ ebenso zu hören ist wie Klezmer-ähnliche Popularmusik und Vogelstimmen, daneben schwerstes Blech wie von Wagner oder Bruckner. Als deren Epigone wurde Mahler nur zu oft missverstanden, oder schlicht als Potpourrikomponist. Ein fragmentarischer, zersplitterter Zug der Werke, eine Unmöglichkeit, weiterhin abgerundete, vollendete Werke zu konzipieren, spiegelt sich auch in Mahlers Hang dazu, Werke immer wieder umzuschreiben, jedes Mal mit einer Überzeugung der totalen Vollendung.
Der geistige Gehalt in Mahlers Musik war seiner Zeit weit voraus. Mahler war sich dessen bewusst, wie seine Aussprüche dokumentieren: „am Ende der Welt möchte ich in Wien sein, weil dort alles 25 Jahre zu spät eintrifft“ und „die Zeit für meine Musik wird noch kommen“. Mahlers 7. Sinfonie von 1905 gilt mit ihren zwei „Nachtmusiken“ und besonders mit dem unheimlichen Scherzo „Schattenhaft“ als wegweisend und zugleich die Schrecken der Zukunft vorausahnend. Adornos Befund, dass diese Musik im Absterben der Tradition zugleich das Ausgehöhlte und das immer Wahre darstelle, wird in der heutigen gesellschaftlichen Situation – der sogenannten Postmoderne – erst richtig verständlich.

### Vertonungen
Mahler las viel, bis ihm auf dem Totenbett buchstäblich das letzte Buch aus der Hand fiel. In seinen Werken verband er immer wieder Literatur und Musik miteinander. Besonders die Volksdichtung und auch Märchen- und Sagenstoffe verwendete er dafür, aber ebenso Texte von Grillparzer, Rückert, Nietzsche, chinesische Lyrik und Goethes Faust.
Zwei Beispiele:
O Mensch! Gib acht!

Was spricht die tiefe Mitternacht?

Ich schlief!

Aus tiefem Traum bin ich erwacht!

Die Welt ist tief,

und tiefer als der Tag gedacht!

O Mensch! Tief!

Tief ist ihr Weh!

Lust tiefer noch als Herzeleid!

Weh spricht – Vergeh!

Doch alle Lust will Ewigkeit,

will tiefe, tiefe Ewigkeit!
Wohin ich geh? Ich geh, ich wandre in die Berge.

Ich suche Ruhe für mein einsam Herz.

Ich wandre nach der Heimat, meiner Stätte!

Ich werde niemals in die Ferne schweifen.

Still ist mein Herz und harret seiner Stunde:

Die liebe Erde allüberall blüht auf im Lenz und grünt

Aufs neu! Allüberall und ewig blauen licht die Fernen!

Ewig … Ewig … Ewig … Ewig …
Mahler vertonte auch eigene Texte. Die Lieder eines fahrenden Gesellen basieren großteils auf Jugendgedichten; im Finale der 2. Sinfonie kombinierte er Strophen aus Die Auferstehung von Klopstock mit eigenen Versen.

## Bedeutung und Nachwirkung
Mahler gilt als eine paradigmatische Künstlerpersönlichkeit des Fin de Siècle. Schon zu Lebzeiten war er als einer der bedeutendsten Dirigenten seiner Generation allgemein anerkannt. Sein Wirken an der Wiener Hofoper gilt als epochal. Stefan Zweig schrieb beispielsweise in seinen Memoiren über Mahlers Berühmtheit in Wien: „Gustav Mahler auf der Straße gesehen zu haben, war ein Ereignis, das man stolz wie einen persönlichen Triumph am nächsten Morgen den Kameraden berichtete“. Mahlers musikalische und szenische Interpretationen zeichneten sich – gemessen an damaligen Standards – durch hohe Werktreue aus. Er scheute sich aber auch nicht, Änderungen an den Partituren vorzunehmen, wenn es der von ihm beabsichtigten Wirkung diente. Sein Vorbild übte unmittelbaren Einfluss auf eine jüngere Dirigentengeneration aus (Bruno Walter, Otto Klemperer, Willem Mengelberg u. a.).
Sein Rang als Komponist dagegen war noch bis weit nach seinem Tod umstritten. Es bildete sich zwar schnell eine Gemeinde enthusiastischer Anhänger, aber in der musikinteressierten Öffentlichkeit trafen seine Schöpfungen zunächst überwiegend auf Desinteresse, Unverständnis oder Ablehnung.
Von großem Einfluss war seine Musik auf Dmitri Schostakowitsch. Dies zeigt sich besonders in dessen sinfonischem Schaffen der letzten Phase (beispielhaft sind hierfür Schostakowitschs 12. und 15. Sinfonie).
Erst in den 1960er-Jahren konnte sich sein Werk im Zuge der sogenannten „Mahler-Renaissance“ endgültig durchsetzen. Eine wichtige Rolle spielten hierbei die Dirigenten Leonard Bernstein und Rafael Kubelík, die auch zeitgleich die ersten Stereo-Gesamteinspielungen der Sinfonien aufnahmen (Kubelik begann als erster mit seiner Gesamtaufnahme, Bernstein brachte seine aber schneller zum Abschluss). Als ebenso wichtige Beiträge zur Mahler-Renaissance gelten die Einspielungen von Claudio Abbado, Georg Solti, Bernard Haitink, Michael Gielen, Jascha Horenstein und Wyn Morris. Heute wird Mahlers Werk häufig gespielt und von namhaften Interpreten auf Tonträgern verbreitet.
Anlässlich des 100. Todesjahres von Gustav Mahler fand 2011 das Internationale Mahler-Festival in Leipzig statt und die Internationale Gustav-Mahler-Gesellschaft begann mit der Herausgabe der Gustav-Mahler-Gesamtausgabe.

## Werke
Siehe auch: Kategorie:Werk von Gustav Mahler

### Sinfonien
- 1. Sinfonie, 2. Satz (Auszug)1. Sinfonie D-Dur
 Der Untertitel Titan (nach dem Roman von Jean Paul) sowie das dazu formulierte Programm wurden später fallengelassen.
 Besetzung: großes Orchester
 Komponiert 1885 bis März 1888
 Uraufführung: 20. November 1889 in Budapest unter der Leitung des Komponisten. Damals noch mit einem zusätzlichen Satz Blumine.
- 2. Sinfonie c-Moll (Auferstehungssinfonie)
 Besetzung: großes Orchester, Orgel, zwei Vokalsolisten (Sopran, Alt) und Chor
Komponiert 1888 bis 1894
 Uraufführung: 13. Dezember 1895 in Berlin unter der Leitung des Komponisten
- 3. Sinfonie d-Moll
 Besetzung: großes Orchester, Vokalsolist (Alt), Frauen- und Knabenchor
 Komponiert 1893 bis 1896
 Uraufführung: 9. Juni 1902 in Krefeld unter der Leitung des Komponisten
- 4. Sinfonie G-Dur
 Besetzung: Orchester, Vokalsolist (Sopran)
 Komponiert 1899 bis 1900
 Uraufführung: 25. November 1901 in München unter der Leitung des Komponisten
- 5. Sinfonie ohne Tonartbezeichnung
 Besetzung: großes Orchester
 Komponiert 1901 bis 1902
 Uraufführung: 18. Oktober 1904 in Köln unter der Leitung des Komponisten
- 6. Sinfonie a-Moll
 Besetzung: großes Orchester
 Komponiert 1903 bis 1904
 Uraufführung: 27. Mai 1906 in Essen unter der Leitung des Komponisten
- 7. Sinfonie e-Moll
 Die gelegentlich verwendete Bezeichnung Lied(er) der Nacht stammt nicht vom Komponisten.
 Besetzung: großes Orchester
 Komponiert 1904 bis 1905
 Uraufführung: 19. September 1908 in Prag unter der Leitung des Komponisten
- 8. Sinfonie Es-Dur
 Die Bezeichnung Sinfonie der Tausend, die dieses Werk wegen seines enormen personellen Aufwands erhalten hat (an der Uraufführung waren angeblich mehr als tausend Mitwirkende beteiligt; die genaue Zahl der Mitwirkenden ist jedoch fraglich), stammt nicht vom Komponisten.
 Besetzung: sehr großes Orchester, Orgel, acht Vokalsolisten, zwei große gemischte Chöre und Knabenchor
 Komponiert 1906
 Uraufführung: 12. September 1910 in München unter der Leitung des Komponisten
- Das Lied von der Erde
 Besetzung: großes Orchester und zwei Vokalsolisten (Alt/Tenor oder Bariton/Tenor). Es besteht auch eine Klavierfassung vom Komponisten.
 Komponiert 1908
 Uraufführung: 20. November 1911 in München (postum); Dirigent: Bruno Walter (Soli: Sara Cahier & William Miller). Die von Arnold Schönberg als Fragment hinterlassene, von Rainer Riehn vollendete Kammerensemble-Fassung des Liedes von der Erde (UA Toblach 1983) ist im letzten Jahrzehnt weltweit fast so häufig, zeitweilig sogar häufiger aufgeführt worden als die Mahlersche Originalfassung mit großem Orchester. Die Einrichtung durch Schönberg reicht bis etwa zur Mitte des ersten Satzes; die Bearbeitung von dessen zweiter Hälfte sowie der fünf übrigen Sätze stammt von Rainer Riehn.
- 9. Sinfonie ohne Tonartbezeichnung
 Besetzung: großes Orchester
 Komponiert 1909 bis 1910
 Uraufführung: 26. Juni 1912 in Wien (postum); Dirigent: Bruno Walter
- 10. Sinfonie Fis-Dur (unvollendet)
 Besetzung: großes Orchester
 Komponiert 1910
 Uraufführung des Adagios & Purgatorio-Satzes: 12. Oktober 1924 in Wien (postum); Dirigent: Franz Schalk
 nach dem Particell sowie den Skizzen als Konzertfassung vorgelegt von Deryck Cooke; weitere Versionen von Clinton Carpenter, Joseph Wheeler, Remo Mazzetti, Rudolf Barschai, Yoel Gamzou und Nicola Samale/Giuseppe Mazzucca. Auch Hans Wollschläger arbeitete an einer Vervollständigung, gab die Arbeit aber 1962 auf.

### Chorwerke
- Das klagende Lied
 Sinfonische Kantate für Soli, Chor und Orchester auf einen eigenen Text nach Ludwig Bechstein
 Entstehung: 1878–1880 (in 3 Teilen), 1893 u. 1898 überarbeitet
 Uraufführung: 17. Februar 1901 in Wien (überarbeitete Fassung, in 2 Teilen; 1. Teil: Waldmärchen gestrichen) unter der Leitung des Komponisten

### Orchester- und Klavierlieder
- Drei Lieder für Tenorstimme und Klavier, Texte: Gustav Mahler, 1880
 Im Lenz (19. Februar 1880), Winterlied (27. Februar 1880), Maitanz im Grünen (5. März 1880) (Digitalisat beim Internet Archive)
- Lieder und Gesänge für eine Singstimme und Klavier
 Frühlingsmorgen (Richard Leander), Erinnerung (Leander), Hans und Grete (Mahler), Serenade (Tirso de Molina), Phantasie (de Molina)
- Lieder und Gesänge aus Des Knaben Wunderhorn nach Texten aus der gleichnamigen Gedichtsammlung von Clemens Brentano und Achim von Arnim
  - Neun Lieder und Gesänge aus Des Knaben Wunderhorn für Singstimme und Klavier
 Um schlimme Kinder artig zu machen, Ich ging mit Lust durch einen grünen Wald!, Aus! Aus!, Starke Einbildungskraft, Zu Straßburg auf der Schanz, Ablösung im Sommer, Scheiden und Meiden, Nicht Wiedersehen!, Selbstgefühl
  - Fünfzehn Lieder, Humoresken und Balladen aus Des Knaben Wunderhorn mit Orchester- bzw. Klavierbegleitung
 Der Schildwache Nachtlied, Verlorne Müh’!, Wer hat dies Liedlein erdacht?!, Das himmlische Leben, Trost im Unglück, Das irdische Leben, Urlicht, Des Antonius von Padua Fischpredigt, Rheinlegendchen, Es sungen drei Engel einen süßen Gesang, Lob des hohen Verstands, Lied des Verfolgten im Turm, Wo die schönen Trompeten blasen, Revelge, Der Tamboursg’sell
- Lieder eines fahrenden Gesellen
 Vier Lieder nach eigenen Gedichten sowie Versen aus Des Knaben Wunderhorn für Singstimme und Klavier (1883–1885) beziehungsweise Singstimme und Orchester (1893–1896)
 Wenn mein Schatz Hochzeit macht, Ging heut’ morgen übers Feld, Ich hab’ ein glühend Messer in meiner Brust, Die zwei blauen Augen von meinem Schatz
- Rückert-Lieder (1901/02)
 Blicke mir nicht in die Lieder*, Ich atmet’ einen linden Duft*, Um Mitternacht*, Ich bin der Welt abhanden gekommen*, Liebst du um Schönheit
  - neben Klavier- auch Orchesterfassung vom Komponisten
- Kindertotenlieder (1901, 1904)
 5 Lieder für mittlere Stimme (Mezzosopran/Bariton) und Orchester. Es existiert auch eine Version für Stimme und Klavier vom Komponisten. Texte: Friedrich Rückert
 Uraufführung 29. Januar 1905 in Wien unter der Leitung des Komponisten
 1. Nun will die Sonn’ so hell aufgeh’n, 2. Nun seh’ ich wohl, warum so dunkle Flammen, 3. Wenn dein Mütterlein, 4. Oft denk ich, sie sind nur ausgegangen, 5. In diesem Wetter
- Das Lied von der Erde: Siehe Sinfonien.

### Kammermusik
- Klavierquartett a-Moll (1. Satz und Fragment eines Scherzo-Satzes)
 Entstehung: etwa 1876–1877
 Besetzung: Klavier, Violine, Viola, Violoncello

### Zweifelhafte Zuschreibung
- Symphonisches Präludium
 Entstehung: 1876 in Wien
 1981 in orchestrierter Fassung von Albrecht Gürsching erstpubliziert; mit hoher Wahrscheinlichkeit von Anton Bruckner stammend

### Bearbeitungen
- Johann Sebastian Bach: Suite nach den Orchesterwerken von J. S. Bach. Nach Bachs Orchestersuiten Nr. 2 und 3 (1909)
 Uraufführung: New York am 10. November 1909. Leitung: Gustav Mahler (New Yorker Philharmoniker)
- Wolfgang Amadeus Mozart: Figaros Hochzeit. Oper
 Uraufführung: K. K. Hof-Operntheater Wien am 30. März 1906. Leitung: Gustav Mahler
- Ludwig van Beethoven: Streichquartett op. 95
 Uraufführung: Wien am 15. Januar 1899. Leitung: Gustav Mahler (Wiener Philharmoniker)
- Ludwig van Beethoven: 9. Sinfonie (1895)
 Uraufführung: Hamburg am 11. März 1895. Leitung: Gustav Mahler
- Carl Maria von Weber: Die drei Pintos. Oper in 3 Akten (1887–1888)
 Uraufführung: Stadttheater Leipzig am 20. Januar 1888. Leitung: Gustav Mahler
- Carl Maria von Weber: Euryanthe. Oper
- Carl Maria von Weber: Oberon. Oper
- Franz Schubert: Streichquartett d-Moll, D810 (1894)
 Uraufführung: Hamburg am 19. November 1894. Leitung: Gustav Mahler (2. Satz allein)
- Robert Schumann: Sinfonien (Veränderungen in der vermeintlich „schwachen“ Instrumentierung)
 Nr. 1: Uraufführung: Hamburg am 21. Januar 1895. Leitung: Gustav Mahler
 Nr. 2: Uraufführung: New York am 22. November 1910. Leitung: Gustav Mahler (New Yorker Philharmoniker)
 Nr. 3: Uraufführung: New York am 31. Januar 1911. Leitung: Gustav Mahler (New Yorker Philharmoniker)
 Nr. 4: Uraufführung: Wien am 14. Januar 1900. Leitung: Gustav Mahler (Wiener Philharmoniker)

## Aufnahmen für Welte-Mignon
Am 9. November 1905 spielte Mahler für die Freiburger Firma M. Welte & Söhne, Hersteller des Reproduktionsklaviers Welte-Mignon, vier eigene Kompositionen auf Klavierrollen ein:
- Ging heut’ morgen übers Feld. Aus: Lieder eines fahrenden Gesellen
- Ich ging mit Lust durch einen grünen Wald. Aus: Des Knaben Wunderhorn
- 1. Satz (Trauermarsch) aus der 5. Sinfonie
- 4. Satz (Das himmlische Leben) aus der 4. Sinfonie

## Würdigungen

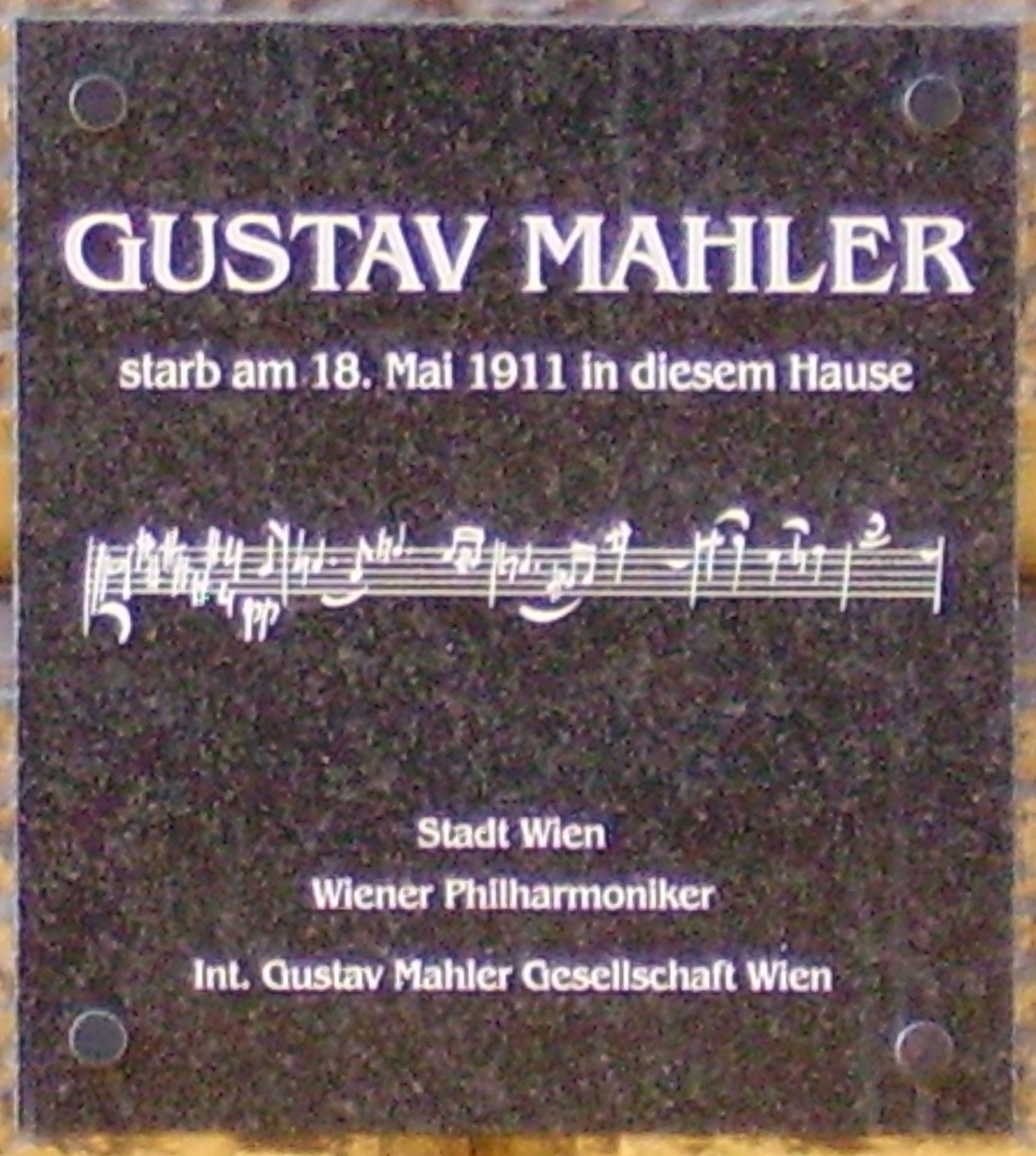
Gedenktafel am Sterbehaus

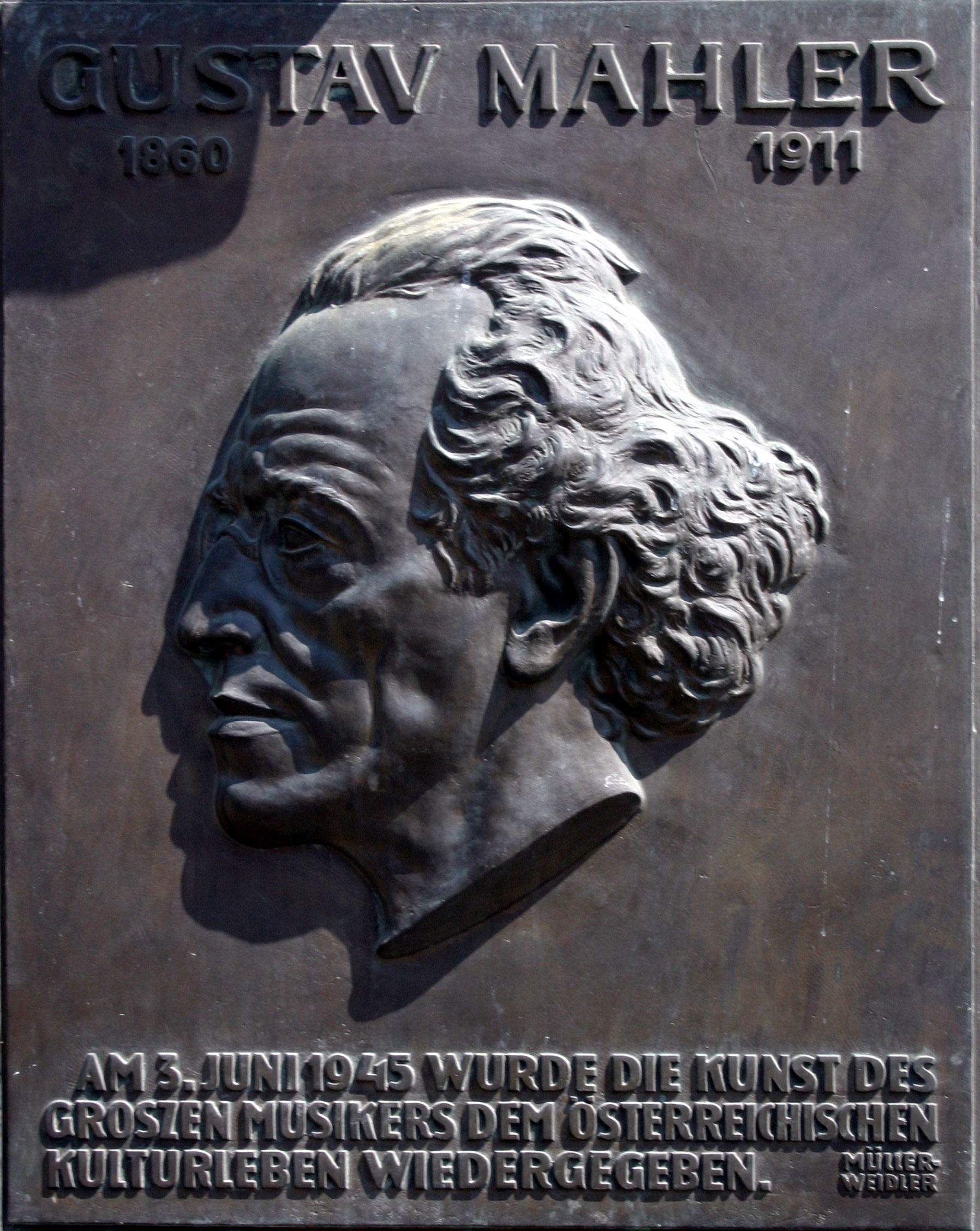
Gedenktafel am Wiener Konzerthaus

Gilbert Kaplan zeigt in seinem Bildband Das Mahler Album ausführlich, wie Mahler in verschiedener Form gewürdigt wurde und öffentliche Anerkennung erfuhr – nicht erst nach seinem Tode, sondern auch schon zu Lebzeiten. Kaplan bezieht sich dabei auf Christoph Metzgers Perspektiven der Rezeption Gustav Mahlers, worin ein Überblick zur Chronik der Würdigungen vorgestellt wurde.

### Elternhaus und Museum
Im mährischen Jihlava, dem damaligen Iglau, in dem Mahler nach seiner Geburt aufwuchs, steht in der Znaimer Str. 4 (Znojemská ul.) noch sein Elternhaus – das heutige Gustav-Mahler-Haus.
Das Gustav Mahler Museum in der Hamburger Neustadt wurde 2018 eröffnet.

### Gedenktafeln
Gedenktafeln befinden sich unter anderem an folgenden Orten:
- an seinem Wohnhaus in Leipzig (siehe Bild oben)
- an seinem Wohnhaus in Wien (siehe Bild oben)
- am Sterbehaus, Mariannengasse 20 in Wien (ehemaliges Sanatorium Loew)
- am Wiener Konzerthaus

### Briefmarken und Münzen
Mahler wurde in aller Welt auf Briefmarken verewigt. In seiner Heimat Österreich wurde zum 100. Geburtstag im Jahr 1960 von der österreichischen Post eine Sonderbriefmarke im Wert von öS 1,50 herausgegeben, zum 150. Geburtstag ebenso eine Marke im Wert von 100 Eurocent. Des Weiteren erschienen Briefmarken u. a. in Albanien, Bernera Islands (Schottland), Grenada (zweimal), Israel, Kongo, Kuba, Monaco, den Niederlanden, San Marino, Somalia, Tschechien, Turkmenistan, Ungarn.
Im Jahr 1992 wurde zudem eine 500-Schilling-Münze in Silber ausgegeben. Die Gedenkmünze erschien in einer Auflage von 320.000 Stück. Sie zeigt auf der Vorderseite das Porträt des berühmten Künstlers und seinen Namen in Form seiner Signatur. Auf der Rückseite findet man eine Muse mit Lyra, umrankt von Ästen, der Hintergrund zeigt symbolhafte Notenlinien, es handelt sich um die Musik-Allegorie nach Koloman Moser.

### Mahler als Namensgeber

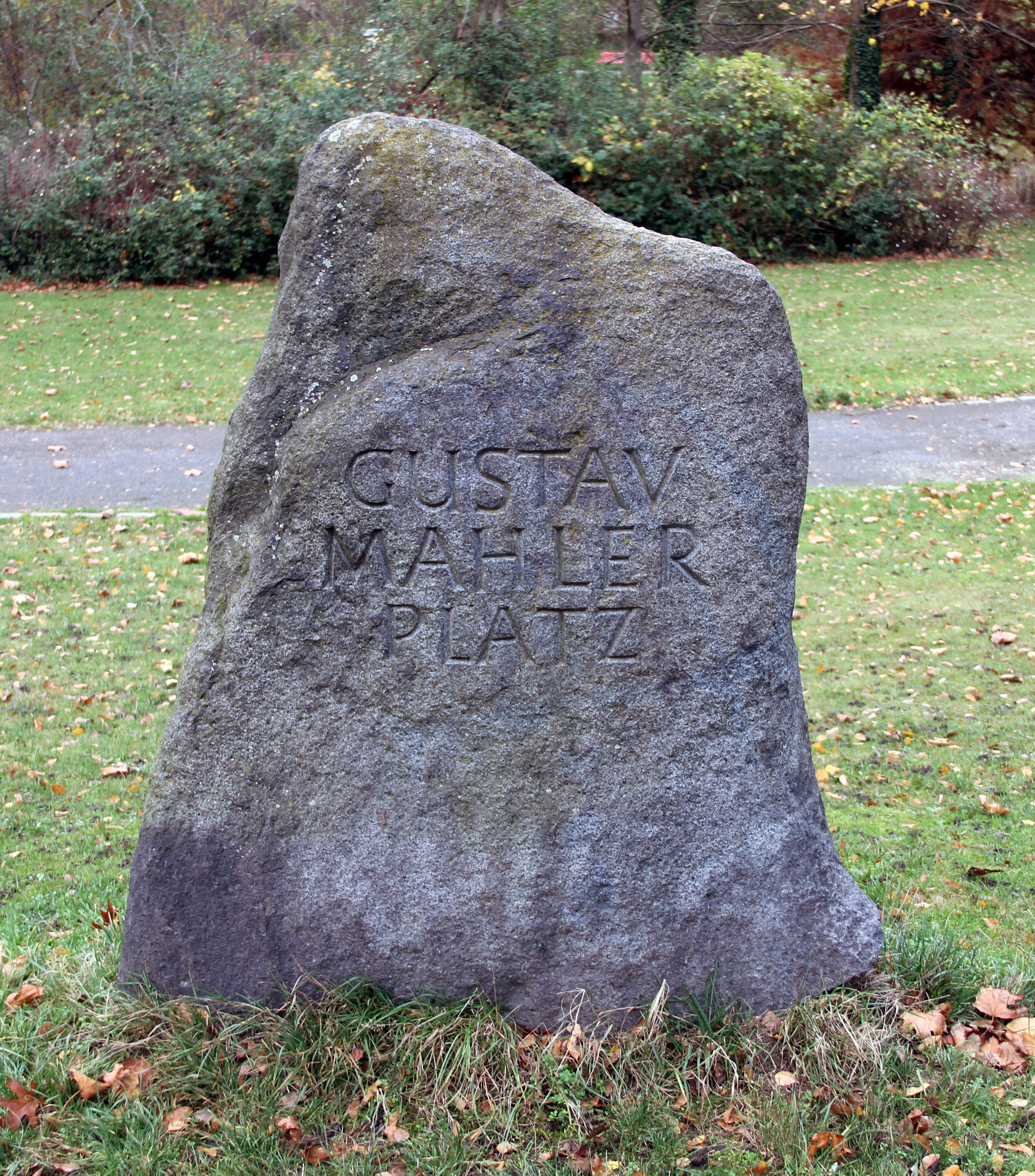
Findling am Gustav-Mahler-Platz in Berlin-Steglitz

Nach Gustav Mahler wurden unter anderem benannt:
- die Mahlerstraße in Wien (Umbenennung 1919, zuvor Maximilianstraße)
- die Gustav-Mahler-Straße in München-Freimann (seit 1985)[45]
- der Gustav-Mahler-Platz, eine Grünfläche in Berlin-Steglitz (Benennung 1968)[46]
- der Mahler Spur, ein Gebirgskamm in der Antarktis (seit 1961)
- der Mount Mahler in Colorado
- der Asteroid (4406) Mahler (seit 1990)[47]
- das Gustav Mahler Jugendorchester (1986 von Claudio Abbado gegründet)
- das Mahler Chamber Orchestra (1997 von Claudio Abbado gegründet)
- die Gustav Mahler Privatuniversität für Musik in Klagenfurt (2019 eröffnet)

## Mahler-Rezeption in den Künsten

### Bildende Künste

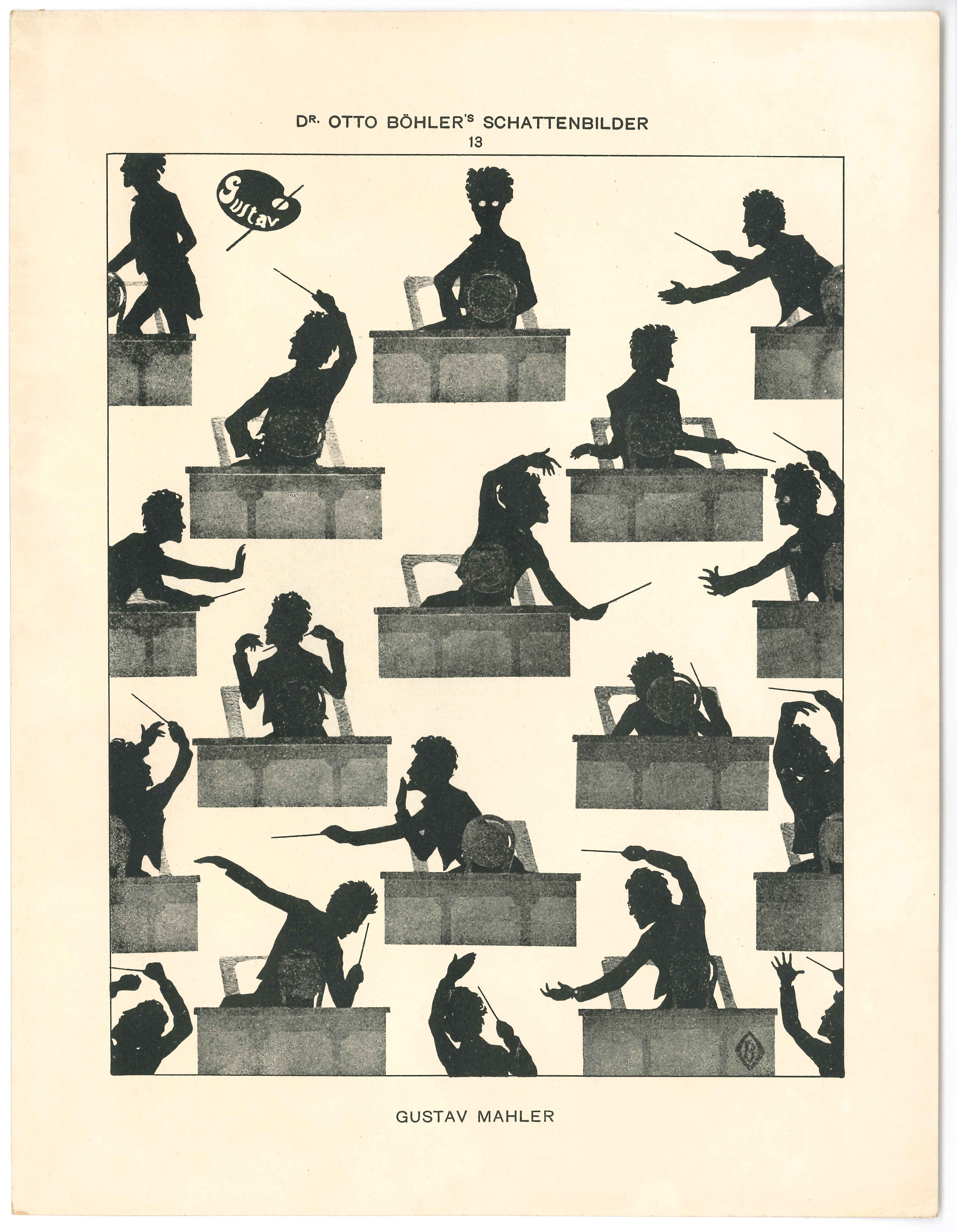
Schattenbild von Otto Böhler

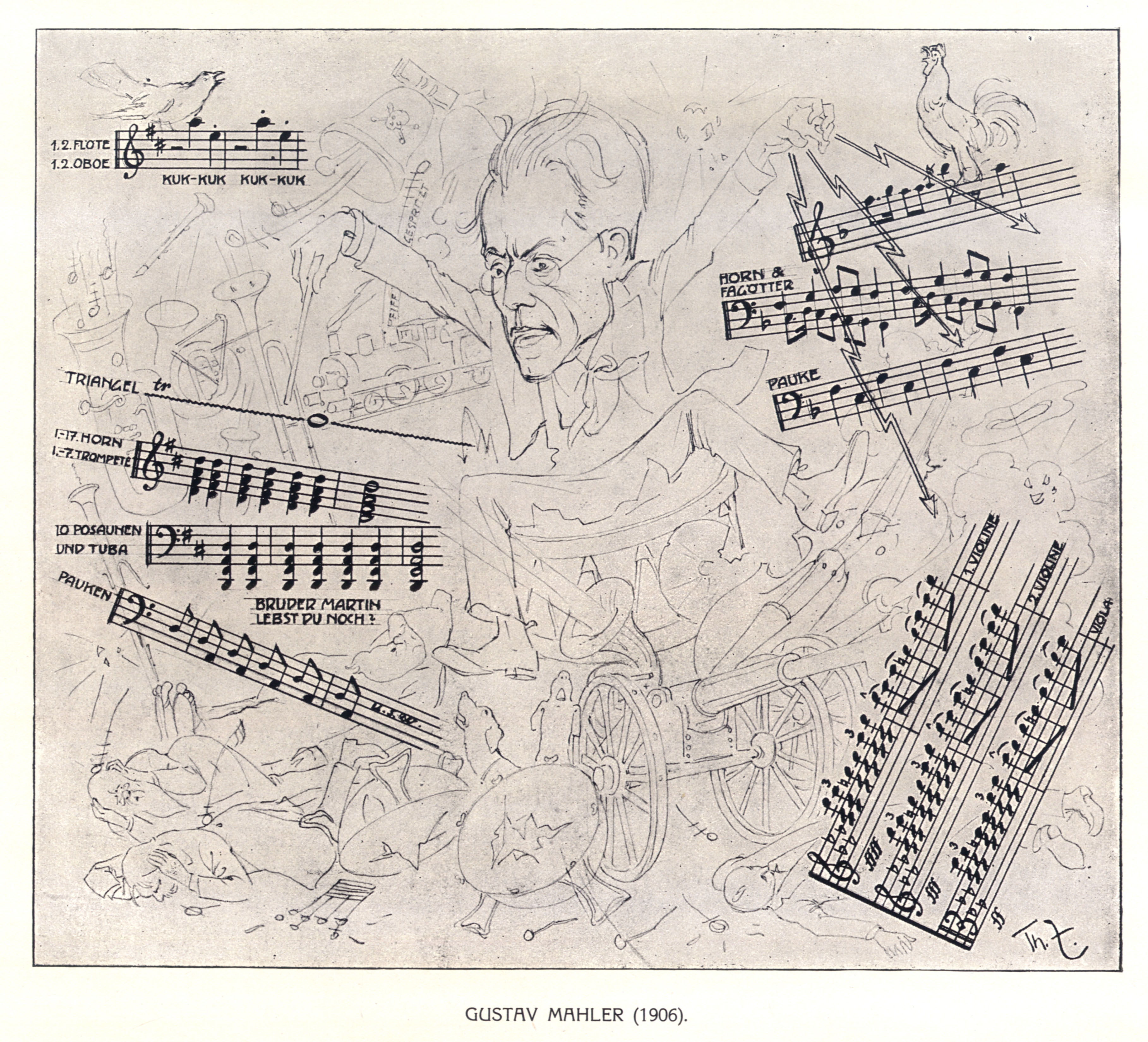
Karikatur von Theo Zasche, 1906

Die „Verarbeitung“ Mahlers in den bildenden Künsten fand sehr umfangreich in verschiedensten Techniken und Stilen statt. Die Maler Leo Eichhorn, Anton Wagner-Henning und Akseli Gallen-Kallela fertigten Ölporträts an, für die Mahler zum Teil Modell saß. Der Komponist Arnold Schönberg, der in den späten Jahren mit Mahler befreundet war, fertigte ebenfalls zwei Ölgemälde an: ein Porträt sowie 1911 ein Bild unter dem Titel Das Begräbnis von Gustav Mahler. Der Schriftsteller Alfred Döblin, Koloman Moser, Emil Orlik, Fritz Erler, Willy von Beckerath, Theo Zasche und viele andere fertigten verschiedenste Zeichnungen, Radierungen, Skizzen, Aquarelle und Stiche von Mahler.
Der Tenor Enrico Caruso zeichnete während der gemeinsamen Zeit in New York zahlreiche Karikaturen des Dirigenten. Mahlers markante Kopfform und seine Gesichtszüge wurden auch von zahlreichen professionellen Karikaturisten verarbeitet, sein Wirken war zu Lebzeiten Anlass für zahlreiche Satiren und Parodien in Tageszeitungen, Kulturjournalen und Fachzeitschriften. Zudem existieren zahlreiche der zu Lebzeiten Mahlers beliebten Schattenrisse.
Max Oppenheimer, R.B. Kitaj, David Levine und Christian Ludwig Attersee nahmen sich Mahlers Bildnisses nach seinem Tode an.
Auguste Rodin schuf eine sogenannte Mozart (Gustav Mahler)-Marmorbüste als auch zwei Bronzebüsten nach dem Lebendmodell und hätte nach Angaben Alma Mahlers gerne noch länger an Mahler weitergearbeitet, der aber weiterreisen musste.
In Jihlava wurde 2010 zum 150. Geburtstag des Komponisten eine Mahler-Statue des tschechischen Bildhauers Jan Koblasa enthüllt.

### Belletristik
- Thomas Mann: Tod in Venedig. Die Hauptfigur Gustav von Aschenbach trägt Züge Gustav Mahlers.[48]
- C. S. Mahrendorff: Und sie rührten an den Schlaf der Welt. Roman. Langen-Müller, München 1997, ISBN 3-7844-2657-3. (Fischer, Frankfurt am Main 2004, ISBN 3-596-16204-1)
- C. S. Mahrendorff: Der Walzer der gefallenen Engel. Roman. Schröder, Düsseldorf / München 2000, ISBN 3-547-76274-X. (Ullstein, München 2001, ISBN 3-548-25263-X)
- C. S. Mahrendorff: Das dunkle Spiel. Roman. Lübbe, Bergisch Gladbach 2003. (Taschenbuchausgabe: 2005, ISBN 3-404-92197-6)
- Frank Tallis: Der Tod und das Mädchen. Ein Fall für Max Liebermann. Aus dem Englischen übersetzt von Lotta Rüegger und Holger Wolandt. btb Verlag, München 2011, ISBN 978-3-442-74250-9. (englisches Original 2010)
- Robert Seethaler: Der letzte Satz. Roman. Hanser, München 2020, ISBN 978-3-446-26788-6.[49]
- Joseph Horowitz: Die Mahlers in New York. Roman. Wolke Verlag, Hofheim 2024, ISBN 978-3-95593-264-0.

### Filme
- Tod in Venedig. (OT: Death in Venice / Morte a Venezia.) Spielfilm, Italien, 1971. Drehbuch: Luchino Visconti, Nicola Badalucco. Regie: Luchino Visconti. In der Verfilmung der  gleichnamigen Novelle von Thomas Mann ist  Gustav Mahler eines der Themen. Musik: Adagietto aus Mahlers 5. Sinfonie; 4. Satz (Misterioso) aus seiner 3. Sinfonie („O Mensch! Gib Acht!“, Alt-Solo).
- Mahler. Spielfilm, Großbritannien, 1974, 115 Min., Regie: Ken Russell. Russell fokussiert auf die letzte Reise des todkranken Mahler nach Wien und ergänzt sie mit Rückblenden. Musik: Mahler-Aufnahmen des Concertgebouw-Orchesters unter Bernard Haitink.
- Gustav Mahler – Sterben werd' ich um zu leben. Spielfilm, Österreich, 1987, 93 Min., Regie: Wolfgang Lesowsky
 Der Spielfilm entstand in Zusammenarbeit mit der Internationalen Gustav Mahler Gesellschaft.
- Mahlers Sechste – Das Lied von der Vergänglichkeit. Szenische Visualisierung ohne Dialoge, Schweiz, 1997, 89 Min., Buch und Regie: Adrian Marthaler, Produktion: Schweizer Radio und Fernsehen, ZDF, arte, ORF, Inhaltsangabe von swissfilms.ch.
- Alma – A Show Biz ans Ende 1999, Buch: Joshua Sobol, Regie: Paulus Manker
- Gustav Mahler – Ich bin der Welt abhanden gekommen. Film-Biographie, Deutschland, 2005, 52 Min., Buch und Regie: Franz Winter
- Mahler – In gemessenem Schritt. (OT: La 5e symphonie de Mahler: d’un pas mesuré.) Fernseh-Spielfilm, Frankreich, 2009, 65 Min., Regie: Pierre-Henry Salfati. Produktion: 13 Production, arte France. Deutsche Erstsendung: 25. Januar 2010. Mit Eric Frey (Gustav Mahler), Marianne Anska (Alma Mahler), Serge Feuillard (Sigmund Freud). Im Mittelpunkt steht Mahlers vierstündige Begegnung mit Sigmund Freud 1910 im niederländischen Leiden. Mit dem Adagietto aus Mahlers 5. Symphonie als musikalisches Leitmotiv.[50]
- Mahler auf der Couch. Spielfilm, Deutschland, Österreich, 2010, 98 Min., Buch und Regie: Percy Adlon, Felix Adlon, Kinostart: 7. Juli 2010. Mit Johannes Silberschneider als Gustav Mahler, Barbara Romaner als Alma Mahler und Karl Markovics als Sigmund Freud.
- Meine Zeit wird kommen – Gustav Mahler in den Erinnerungen von Natalie Bauer-Lechner. Doku-Drama, Österreich, Deutschland, Schweiz, 2010, 52 Min., Buch und Regie: Beate Thalberg, Produktion: 3sat, BR, merkur.tv, SF, Tellux-Film, Unitel, ORF, Erstsendung: 28. Juni 2010 bei ORF2, u. a. mit Petra Morzé und Robert Ritter.
- Gustav Mahler. Autopsie eines Genies. Dokumentarfilm, Deutschland, 2011, 88 Min., Buch: Andy Sommer und Catherine Sauvat, Regie: Andy Sommer, Produktion: Bel Air Media, arte France, deutsche Erstsendung: 18. Mai 2011 bei arte.

### Theater
1996 wurde anlässlich der Wiener Festwochen das Theaterstück Alma – A Show biz ans Ende von Joshua Sobol unter der Regie von Paulus Manker uraufgeführt. Das Stück beschreibt in simultanen Handlungen das Leben Mahlers und seiner Frau Alma, die gesamte Musik entstammt Mahlers Werk, dirigiert von Leonard Bernstein. Das interaktive Stück wurde 1999 verfilmt. Es folgten mehrsprachige Neuproduktionen in verschiedenen europäischen Städten sowie in Los Angeles und Jerusalem.

### Ballette
Gustav Mahler hat keine einzige Oper oder Bühnenmusik komponiert. Mehrere Choreographen haben aber nach seiner Musik Ballette konzipiert. John Neumeier, der Mahlers Musik außerordentlich schätzt, hat insgesamt 15 Choreographien zu Mahler-Kompositionen geschaffen. Er verwandte dazu unter anderem Mahlers 3., 4., 5., 6. und 9. Sinfonie, das Lied von der Erde und Des Knaben Wunderhorn. Andere Choreographien zur Musik von Gustav Mahler sind Das Lied von der Erde von Kenneth MacMillan (Stuttgart 1965) und Dark Elegies von Antony Tudor (London 1937).

### Biografien
- Kurt Blaukopf: Gustav Mahler oder Der Zeitgenosse der Zukunft. Molden, Wien 1969. Revidierte Fassung: Bärenreiter-Verlag, Kassel 1989.
- Donald Mitchell: Gustav Mahler. Englische Biografie in 3 Bänden, mit Schwerpunkt auf den Werken.
  - Volume 1. The Early Years. London 1958, rev. 1985. Neuausgabe: Boydell & Brewer, Woodbridge 2003, ISBN 1-84383-002-7.
  - Volume 2. The Wunderhorn Years. London 1975. Neuausgabe: Boydell & Brewer, Woodbridge 2005, ISBN 1-84383-003-5.
  - Volume 3. Songs and Symphonies of Life and Death. London 1985. Neuausgabe: Boydell & Brewer, Woodbridge 2008, ISBN 978-0-85115-908-9.
- Henry-Louis de La Grange: Gustav Mahler. Chronique d’une vie. Französische Biografie in 3 Bänden, 1979–1984 (Details siehe hier).
- Henry-Louis de La Grange: Gustav Mahler. Englische Biografie in 4 Bänden.
  - Band 2: Vienna: The Years of Challenge (1897–1904). Oxford University Press, Oxford/New York 1995, 892 Seiten, ISBN 978-0-19-315159-8.
  - Band 3: Vienna: Triumph and Disillusion (1904–1907). Oxford University Press, Oxford/New York 2000, 1000 Seiten, ISBN 978-0-19-315160-4.
  - Band 4: A New Life Cut Short (1907–1911). Oxford University Press, Oxford/New York 2008, 1758 Seiten, ISBN 978-0-19-816387-9.
  - Band 1: The Arduous Road to Vienna (1860–1897). Speculum Musicae, Turnhout 2020, 850 Seiten, ISBN 978-2-503-58814-8
- Karl-Josef Müller: Mahler: Leben – Werke – Dokumente. Schott-Piper 1988. Schott, Mainz 2010, ISBN 978-3-254-08264-0.
- Jens Malte Fischer: Gustav Mahler. Der fremde Vertraute. Paul-Zsolnay-Verlag, Wien 2003, ISBN 3-552-05273-9.
- Wolfgang Schreiber: Mahler. (= rororo Bildmonographien). Reinbek 2003, ISBN 3-499-50181-3. (Kurze, illustrierte und übersichtliche Biografie)
- Frank Berger: Gustav Mahler – Vision und Mythos. Versuch einer geistigen Biographie. Urachhaus Verlag, Stuttgart 2010, ISBN 978-3-7725-2378-6.

Artikel in Lexika
- Hermann Danuser: Mahler, Gustav. In: Neue Deutsche Biographie (NDB). Band 15, Duncker & Humblot, Berlin 1987, ISBN 3-428-00196-6, S. 683–687 (Digitalisat).
- Walter Troxler: Gustav Mahler. In: Biographisch-Bibliographisches Kirchenlexikon (BBKL). Band 15, Bautz, Herzberg 1999, ISBN 3-88309-077-8, Sp. 915–926 (Artikel/Artikelanfang im Internet-Archive am 2007-06-25).
- Uwe Harten: Mahler, Familie. In: Oesterreichisches Musiklexikon. Online-Ausgabe, Wien 2002 ff., ISBN 3-7001-3077-5; Druckausgabe: Band 3, Verlag der Österreichischen Akademie der Wissenschaften, Wien 2004, ISBN 3-7001-3045-7.

### Zu Aspekten der Biografie
- Natalie Bauer-Lechner: Erinnerungen an Gustav Mahler. E. P. Tal und Co. Verlag, Leipzig 1923 (online).[53]
- Alma Mahler-Werfel: Erinnerungen an Gustav Mahler. Ullstein, Frankfurt am Main 1971. Ausgabe 1980, ISBN 3-548-03526-4.
- Ferdinand Pfohl: Gustav Mahler, Eindrücke und Erinnerungen aus den Hamburger Jahren. Herausgegeben von Knud Martner. Musikalienhandlung Karl Dieter Wagner, Hamburg 1973.
- Vladimír Karbusický: Gustav Mahler und seine Umwelt. Wissenschaftliche Buchgesellschaft, Darmstadt 1978.
- Vladimír Karbusický: Mahler in Hamburg: Chronik einer Freundschaft. Von Bockel Verlag, Hamburg 1996.
- Gerhard Scheit, Wilhelm Svoboda: Feindbild Gustav Mahler. Zur antisemitischen Abwehr der Moderne in Österreich. Sonderzahl Verlag, Wien 2002, ISBN 3-85449-196-4.
- Knud Martner: Mahler’s Concerts (1871–1911). Kaplan Foundation, New York 2010, ISBN 978-0-9749613-1-6. (Mit den Programmen sämtlicher Konzerte Mahlers als Faksimile.)
- Claudius Böhm (Hrsg.): Mahler in Leipzig. Verlag Klaus-Jürgen Kamprad, Altenburg 2011, ISBN 978-3-930550-82-1.
- Franz Willnauer: Gustav Mahler: die Hamburger Jahre. Hoffmann und Campe, Hamburg 2011, ISBN 978-3-455-50196-4.
- Helmut Brenner, Reinhold Kubik: Mahlers Welt. Die Orte seines Lebens. Residenz Verlag, St. Pölten/Salzburg 2011, ISBN 978-3-7017-3202-9.
- Helmut Brenner, Reinhold Kubik: Mahlers Menschen. Freunde und Weggefährten. Residenz Verlag, St. Pölten/Salzburg/Wien 2014, ISBN 978-3-7017-3322-4.
- Martina Bick: Musikerinnen um Gustav Mahler (= Jüdische Miniaturen. Band 259). Hentrich & Hentrich, Leipzig 2020, ISBN 978-3-95565-414-6.

### Briefe
- Herta Blaukopf (Hrsg.): Gustav Mahler – Richard Strauss. Briefwechsel 1888–1911. Wilhelm Goldmann Verlag, München 1984, ISBN 3-442-33037-8.
- Herta Blaukopf (Hrsg.): Gustav Mahler. Briefe. 2. Auflage. Zsolnay, Wien 1996, ISBN 3-552-04810-3.
- Henry-Louis de La Grange, Günther Weiß, Knud Martner (Hrsg.): Ein Glück ohne Ruh’: Die Briefe Gustav Mahlers an Alma. Erste Gesamtausgabe. 2., revidierte Ausgabe. btb, München 1997, ISBN 3-442-72243-8.
- Stephen McClatchie, Helmut Brenner (Hrsg.): Gustav Mahler „Liebste Justi!“ Briefe an die Familie. Weidle, Bonn 2006, ISBN 3-931135-91-8.
- Franz Willnauer (Hrsg.): Gustav Mahler: „Mein lieber Trotzkopf, meine süße Mohnblume“, Briefe an Anna von Mildenburg. Zsolnay, Wien 2006, ISBN 3-552-05389-1.
- Franz Willnauer (Hrsg.): Gustav Mahler: „Verehrter Herr College!“ Briefe an Komponisten, Dirigenten, Intendanten. Zsolnay, Wien 2010, ISBN 978-3-552-05499-8.
- Franz Willnauer (Hrsg.): Gustav Mahler: Briefe an seine Verleger. Universal Edition, Wien 2012, ISBN 978-3-7024-7119-4.

### Zu Mahlers Musik
- Theodor W. Adorno: Mahler: eine musikalische Physiognomik. 1960. Ausgabe Suhrkamp, Frankfurt am Main 1985, ISBN 3-518-01061-1.
- Susanne Vill: Vermittlungsformen verbalisierter und musikalischer Inhalte in der Musik Gustav Mahlers (= Frankfurter Beiträge zur Musikwissenschaft). Schneider, Tutzing 1979, ISBN 3-7952-0226-4.
- George Alexander Albrecht: Die Symphonien von Gustav Mahler. Niemeyer, Hameln 1992, ISBN 3-87585-241-9.
- Hermann Danuser: Gustav Mahler und seine Zeit. Laaber-Verlag, Laaber 1996, ISBN 3-921518-91-1.
- Mathias Hansen: Reclams Musikführer Gustav Mahler. Reclam, Stuttgart 1996, ISBN 3-15-010425-4.
- Christoph Metzger: Mahler-Rezeption. Perspektiven der Rezeption Gustav Mahlers. Florian Noetzel, Wilhelmshaven 2000, ISBN 3-7959-0769-1.
- Renate Ulm (Hrsg.): Gustav Mahlers Symphonien. Bärenreiter, Kassel 2001, ISBN 3-7618-1533-6. (dtv, München 2001, ISBN 3-423-30827-3)
- Michael Gielen, Paul Fiebig: Mahler im Gespräch. Die zehn Sinfonien. J. B. Metzlersche Verlagsbuchhandlung, Stuttgart 2002, ISBN 3-476-01933-0.
- Hans Heinrich Eggebrecht: Die Musik Gustav Mahlers. Neuausgabe. Noetzel, Wilhelmshaven 2003, ISBN 3-7959-0764-0.
- Altuğ Ünlü: Gustav Mahlers Klangwelt. Studien zur Instrumentation. Peter Lang, Frankfurt am Main 2006, ISBN 3-631-50599-X.
- Ulrich Tadday (Hrsg.): Gustav Mahler: Lieder. (= Musik-Konzepte Neue Folge. Heft 136). München 2007.
- Gerd Indorf: Mahlers Sinfonien. Wissenschaftliche Buchgesellschaft, Darmstadt 2010, ISBN 978-3-534-23489-9.
- Bernd Sponheuer: Mahler-Handbuch. Metzler, Stuttgart 2010, ISBN 978-3-476-02277-6. (Bärenreiter, Kassel 2010, ISBN 978-3-7618-2051-3.)
- Peter Revers, Oliver Korte (Hrsg.): Gustav Mahler. Interpretationen seiner Werke. 2 Bände. Laaber-Verlag, Laaber 2011, ISBN 978-3-89007-045-2.
- Lena-Lisa Wüstendörfer (Hrsg.): Mahler-Interpretation heute. Perspektiven der Rezeption zu Beginn des 21. Jahrhunderts. edition text + kritik, München 2015, ISBN 978-3-86916-392-5.

### Weitere Literatur
- Hermann Leins (Hrsg.): Arnold Schönberg, Ernst Bloch, Otto Klemperer, Erwin Ratz, Hans Mayer, Dieter Schnebel, Theodor W. Adorno über Gustav Mahler. Rainer Wunderlich Verlag, Tübingen 1966.
- Franz Willnauer: Gustav Mahler und die Wiener Oper. 1979. Erweiterte und aktualisierte Neuauflage: Locker, Wien 1993, ISBN 3-85409-199-0.
- Constantin Floros: Gustav Mahler. Visionär und Despot. Arche, Hamburg 1998, ISBN 3-7160-3901-2.
- Constantin Floros (Hrsg.): Gustav Mahler und die Oper. Arche, Hamburg 2005, ISBN 3-7160-3904-7.
- Hans Wollschläger: Der Andere Stoff. Fragmente zu Gustav Mahler. Hrsg. von Monika Wollschläger und Gabriele Wolff. Wallstein, Göttingen 2010, ISBN 978-3-8353-0588-5.
- Gilbert Kaplan (Hrsg.): Das Mahler Album. Sämtliche bekannten Fotografien Mahlers und weiteres Bildmaterial. 2., erweiterte Auflage. Brandstätter, Wien 2011, ISBN 978-3-85033-501-0.
- Erich Wolfgang Partsch, Morten Solvik (Hrsg.): Mahler im Kontext. Böhlau, Wien 2011. Darin z. B. Martina Pippal: Gustav Mahler und die bildende Kunst – Geschichte einer Beziehung?, S. 265–289.
- Carmen Ottner, Erich Wolfgang Partsch: Musiktheater in Wien um 1900. Gustav Mahler und seine Zeitgenossen. (= Publikationen des Instituts für österreichische Musikdokumentation. 37). Wien 2014.